# ヘボット!
『ヘボット!』（HEYBOT!）は、2016年9月18日から2017年9月24日まで、メ〜テレ・テレビ朝日系列で、毎週日曜7:00 - 7:30（JST）に全50話が放送された、バンダイナムコピクチャーズ制作のテレビアニメ。

## 概要
バンダイとバンダイナムコピクチャーズの共同プロデュースによる、同名の玩具プロジェクトを原作とするギャグアニメで、メディアタイアップは『月刊コロコロコミック』が担当する。同枠並びに1977年10月開始の『無敵超人ザンボット3』以来40年続いた、名古屋テレビ→メ～テレ制作アニメの最終作にして、メ～テレ単独制作による全国ネットで放送した最後の作品である。
本作品はハイテンションな作風と下ネタ・パロディを多用していることが特徴であり、監督の石平信司は、プレスリリースに寄せたコメントの中で、本作品を指して「ギャグアニメ界のペキンパーかヴァーホーベンの、かなり濃い目な笑いのデパート」と呼び、日本語で遊ぶ楽しさの再発見を目指して思いつくものをすべて詰め込んだと述べている。プロデューサーの楠千恵子は毎日新聞のインタビューの中で、「言葉を覚えるコミュニケーションロボットを原案としていたが、大人も子供も楽しめるものを突き詰めていった結果、ギャグアニメになった」と述べている。

## あらすじ
ネジの形をした孤島「ネジが島」では頭にネジを挿したロボットのような生命体「ボキャボット」たちが面白い言葉を互いに言い合い勝敗を決める「ボキャバトル」が盛んに行われていた。
11歳の誕生日を迎えたネジが島の王子のネジル・ネジールは父のジル・ハナジール国王から王族の証「ネジ魂」を授けられるが、ネジ魂は遠く彼方へ飛んで行ってしまう。後を追ってみたらネジ穴のある卵を見つけ、ネジ魂を挿してみるとボキャボットのヘボットが生まれる。城に帰ってみたネジルは王国のしきたりとしてジルと初めてのボキャバトルに挑むが、完敗。ネジルは城から追い出され、ヘボットと共にネジ集めの旅に出るのだった。

## 登場人物
本作品はネジがメインテーマである為、全ての登場人物にネジ要素が組み込まれている。登場人物は妄想で別人の様になる事がある。第50話のラストではゲストキャラクターを含めた全員が集合し、視聴者に感謝の言葉を述べた。

### メインキャラクター
第48話でネジル、チギル、ボキャ美、モエルの4人が新ボキャネジカルテットに任命されているが、実際はヘボペケ兄弟、カスリーナ、スチャットの4人もカルテットの一員として数えられており、カルテットなのに8人いる事をカスリーナが指摘していたがスルーされた。

#### ヘボペケ兄弟
ヘボット（HEYBOT）
声 - 井澤詩織
本作品の主人公であるボキャボット。頭に「ヘボヘボネジ」という世界に1つだけの青いネジが挿さっている。体色、イメージカラーは黄色。
ネジルの運命のボキャボット。ネジルのネジ魂によって誕生した経緯を持ち、「ヘボット」という名も「ヘボいボキャボット」だからという理由で彼によって名付けられた。本人は格好良いと自分の名前を気に入っている。
一人称は「オレ」「オレサマ」「ヘボ」で、語尾に「ヘボ」を付ける。
性格は勝気で怠け者。好物はいもチンで、彼のモチベーションの大部分はそれによるもの。料理や家事全般を担当しているが、ごはんもおかずもいもチンのいもチンフルコースを振舞う事も多い。ネジルに比べて多少の常識とモラルはあるが、ネジルといもチンの為なら手段を選ばない。但し、作中ではどちらかというと常識人であり、ネジル等にツッコミを入れる事も多い｡
人間の体に憧れているらしく、排泄や虫歯を羨ましがる。スイッチンが腫れた際、初めてお漏らしをし、大人の階段を上った。
「屁・ボーン」という屁をすると奇跡を起こせるが、その効果はランダムで何が起こるか分からない。屁の臭さは強烈。
妄想で女性になる事があり、その際は人格が変わり、顔がヘボットの体になった人間体型になり、女声になる（声の担当は同じ井澤）。
ヘボヘボ先生（-せんせい）
ヒゲを生やした博士の変装をしたヘボット。アニメの最後に登場し、ボキャネジやコンボ、言葉の解説を行う。稀に本編にも「教えて！ヘボヘボ先生」というタイトルの解説コーナーで登場する。口癖は「ヘボら」。
JKヘボット
女子高校生に変身したヘボット。本編の他に前期OP、前期EDや『春のネジ祭り』のウェブページのビジュアルにも登場している。公式上映イベント「サンライズフェスティバル2017」にてグッズ（アクリルキーホルダー）化も果たし、上記の名前はそのグッズ名によるもの。
ヘボスターリング捜査官（-そうさかん）
女性捜査官に変身したヘボット。
ヘジル
第44話で映画の世界でネジルと体が入れ替わったヘボット。外見は殆どネジルと同じだが、額にヘボットのLEDライトが付いている。
ペボッちょ
第50話でパチボットが放送した「かたづけだいすき！ペボっちょくん」に登場したヘボット。ボールの様な姿になっている。
ペケット
声 - 山岡ゆり
第22話から登場。ヘボットの弟を自称するボキャボットで、頭に「ペケペケネジ」という世界に1つだけの赤いネジが挿さっている。体色、イメージカラーは群青色。
一人称は「ペケ」で、語尾に「ペケ」を付ける。口癖は「ペケラッチョ！」。ヘボットの事は「ヘボ兄やん」と呼ぶ。腹黒い性格。極度に緊張すると尻から噴水の様な放水「ジョ・ボーン」をする。レベルは第24話の時点で50レベル。
色々あって世界各地を放浪する羽目になり、その時にナグリと出会いチギルの教育係となった過去を持つ。それ故、何かとチギルの世話をしているが、内心面倒臭いと思っており、対応が雑で荒っぽい事がままある。また、ナグリの事は非常に慕っており、彼女に対しては彼女の拳にキュンキュンし、自ら殴られにいくドMな一面を垣間見せる。
JKペケット
妄想で女子高校生になったペケット。ヘボット同様、この姿の際は人格が変わり、顔がペケットの体になった人間体型になり、女声になる（声の担当は同じ山岡）。
ペケペケ先生（-せんせい）
登場話数「第31話他」
ヘボヘボ先生同様、ヒゲを生やした博士の変装をしたペケット。ヘボヘボ先生の代わりに登場する事がある。

#### 新ボキャネジカルテット
ネジル・ネジール
声 - 田村奈央
本作品のもう1人の主人公。ネジが島の第2王子にして、ヘボットの相棒。アホ毛が特徴。11歳の誕生日にヘボットと出会い、共にネジ集めを行う。2人合わせて「ヘボネジコンビ」と呼ばれる。
一人称は「ボク」または「ボク様」で、語尾に「のだ」を付ける。
お気楽極楽な怠け者で、努力する事を知らない。生活力も無く、ヘボットがいないと身の回りの事もろくに出来ない。ヘボット曰く「素直でお人好し」だが、ネジの事になると主人公とは思えない程傲慢で、手段を選ばない。非常に悪知恵は働くが、同時に騙されやすく、利用されがち。常識やモラルにも欠けているが、物事の飲み込みは早く、順応能力はピカイチ。基本的に自分本位だが、ごく稀に良心を見せることもある。やる時はやるタイプで、兄のチギルへの理不尽な仕打ちに憤ったり、相棒のヘボットの危機には勇気を奮い立たせる。また、バトルや決めセリフ等の際には主人公らしい顔を見せる。
ネジを愛しており、見ただけで飛び付く程ネジを求める欲望（ネジ欲）が深く、彼のネジ欲に振り回された人物からの評価は「悪党」等と主役らしからぬ散々なものである。ネジが絡むと恐るべきポテンシャルを発揮し、その実力は電話越しのネジ音声のみでネジの場所を特定したり、絵が壊滅的に下手なのに、ネジだけは上手に描けたりする程。ネジ以外の事はどうでもいいとすら思っている節があるが、相棒のヘボットは別格のようで、第16話で大喧嘩をした際には、レアネジよりもヘボットと仲直りする事を選ぼうとした（しかしボキャ美の妨害により、結局ボキャバトルにもつれ込んだ）。
コントで不良や老人になる事がある。第21話でかなりのゲーマーである事が判明した。王子であるにも関わらず2度投獄された事がある。
ネボット
第44話で映画の世界でヘボットと体が入れ替わったネジル。外見はヘボットと殆ど同じだが、頭にはアホ毛が生えている。
佐藤（さとう）
かたづけだいすき！ペボっちょくんに登場したネジル。ごく普通の小学生になっている。
チギル・チギール
声 - 前野智昭
第22話から登場。ネジルの3つ上の兄で、ネジが島の第1王子。ネジルと同様アホ毛が特徴だが、ネジルと違い、色が他の髪と違い赤。ペケットの相棒で、2人合わせて「ペケチギコンビ」と呼ばれる。一人称は「ワイ」（弱気な人格の時は「ボキ」）。
幼い頃にナグリと共にネジが島を離れ修行の旅に出ていたが、とある事情で彼女と別行動を取り、 ペケットを連れてネジが島に帰って来た。なお、ネジルが物心つく前にネジが島を出ていたため、ネジルは彼の存在を知らなかった。
ツッコミを得意とし、低レベルのギャグには「ダメだダメだ！」と容赦なくダメ出しを行う苛烈な性格だが、ツッコミゆえ基本的には常識人。しかし欲しい物を手に入れる為なら盗みも厭わないなど、ネジルとよく似た傲慢さも持つ。ナグリ曰く、「陛下に似て優しくて、どちらかと言えば頭脳派」。歯医者や怖い話が苦手。ダメ出しばかりしているので友達を作るのも苦手。SFとコズミックホラーには煩い。ネジル同様、コントで不良になる事がある。
激しく動揺したりいもチン等を食べたりすると、一転して弱気な人格になり自分にダメ出しをするようになり、その度にペケットに慰められている。姿格好も赤いアホ毛のみ残して引きこもりのようなスタイルに変化し（衣装は通常の衣装の時は同様に白を基調としたパジャマのような服に変化するが、別のものを着用しているときは変化しない）、茨城弁（声を担当する前野も茨城県出身である）か、語尾に「だもん」を付けて話すようになる。ペケットが魔法（呪文は「ペケンペイペイ」）で出した激辛カレーを食べると元に戻る。
第26話では「メガネネタ帳」という中二病真っ盛りな内容のネタ帳をこの人格の時につけていた事が判明、その弱みをヘボットに握られいもチン作りに協力するように脅迫された。また第37話では度々ネットでエゴサーチしてはへこんでこの人格が現れてしまう事が判明した。
第24話でヘボネジコンビとのボキャバトルで勝利して以降、黒いトキトキネジを所持している。本人曰く、「来たる時が来るまで預かっておくだけ」らしい。
ネジ屋の向かいにネジかけ屋を構え、何かとネジルの事を監視しておりその行動には謎が多いが、ナグリに彼の自由を訴え戦いを挑むなど、弟想いな一面も見せる。
実はネジルの兄では無く、アホ毛もネジルにその事を知られない為にネジルに似せて付けた偽物（その為、弱気な人格になってもアホ毛のみ変化しなかった）である事を第47話で告白するが、ネジルは戸惑う事無く受け入れてくれた。
田中（たなか）
かたづけだいすき！ペボっちょくんに登場したチギル。口癖は「宿題大好き」。
ボキャ美（-み）
声 - 新井里美
ヘボットに想いを寄せる少女。観客としてヘボネジコンビとのボキャバトルの初陣を見てヘボットに一目惚れして以来、彼を「ヘボ様」と慕い、常にヘボットを監視をしている筋金入りのストーカー。ヘボットの為なら手段は選ばない腹黒い性格で、当のヘボットにはウザがられている。一人称は「ボキャ美」で、語尾に「キャミ」を付ける。
人間の様な姿をしているがそれはオーバーボディであり、本体はヘボット似のピンクのボキャボット。頭にはハートが描かれたピンクのネジが挿さっている。オーバーボディは普段着けている人間型の他にもバイク、飛行機、UFO、潜水艦があるが、いずれも人間型のオーバーボディの頭部と同じパーツが付属している。
実は元々はサートゥルヌスがヘボットの護衛用に生み出した分身であったが、自我が目覚めて暴走し今に至る。

#### モエカストリオ
本作品の主役達を狙う3人組で、全員同じ家で暮らしている。ヘボネジコンビに勝利し主役の座を手に入れる事もあるが、すぐに取り返されてしまう。
スチャットがスーパー・スチャット・スーパーに変身出来るようになってからは他の2人も筋肉隆々な姿に変身するようになり、スーパー・モエカストリオ・スーパーを名乗るようになるが、ヘボネジコンビからは気持ち悪がられている。
モエル
声 - 新祐樹
主人公に憧れる少年。髪と眉が炎のようになっており、腰、手袋、靴に青いプラスネジが付いている。一人称は「オレ」。カレーにはキムチをトッピングして食べるのを好み、怖いものが苦手。
主人公に憧れる割に今ひとつ気と押しが弱く、カスリーナには完全に頭が上がらない。反面、登場する度に特訓を重ねている為かボキャネジ格闘技を応用した実戦では決定打を決める事も多い。
カスリーナ
声 - 尾崎真実
テキサス州出身で葛飾区在住（現在はネジが島）の、正ヒロインに憧れる少女。金髪とへそ出しルックが特徴的で、ピンクのプラスネジの形をした髪留めでツインテールにしており、マイナスネジが付いた手袋を着けている。一人称は「私」。
スチャット
声 - 内田岳志
眼鏡をかけた博士の様な姿のヘボット似の水色のボキャボット。
頭には角帽型のネジが挿さっているが、ボキャネジを産み出す事は出来ない。一人称は「わたくし」で、口癖は「スチャッ」。敬語口調で話す。
第37話でチーカマが好物である事が判明した（以前の第28話でもこれを美味しそうに食べていた描写があった）。同話でチョリー・ムカムカの夫になる。
スーパー・スチャット・スーパー
第28話でモエカストリオをクビにされたスチャットがチギルの下で修行を重ねた結果、人間のようなボディを得た姿。眼球を光り輝く触手の様に伸ばして戦う。

#### ボキャリーマンズ
ボキャボット3人組。いつも何かとヘボネジコンビと対立するが、彼らからは友達として認識されている。ネジを自作しているが、いずれも挿すとレベルダウンする。
生活は何時も困窮しており、ヘボットを誘拐したり、ゲキアツドラゴンの店の出前の代金のツケを踏み倒したりと犯罪を行う事もある。
第48話で彼らが合体した姿がヴィクトリニティリーマンの正体である事が判明した。
グチリーマン
声 - 内田夕夜
体色は赤。ボキャリーマンズのリーダーで、頭には「グチグチネジ」という赤いネジが挿さっている。尻のような形の口が特徴で、マダム天王星やチョリー・ムカムカから指摘されている。髪はかつらであり、地毛は生えていない。
一人称は「あたし」で、語尾に「グチ」を付ける。何時も愚痴をこぼしており、嫌な事があると「グチッター」と呼ばれるSNSに愚痴を書きなぐる陰険な性格。
グチリームズ
探偵の格好をしたグチリーマン。
ゲロリーマン
声 - 辻親八
体色は緑。酔っ払いとカエルを合わせた様な姿で、頭には「ゲロゲロネジ」という緑のネジが挿さっている。事あるごとに無数のネジを嘔吐している。一人称は「ゲロ」で、語尾に「ゲロ」を付ける。
ゲロ夫人
夫人に女装したゲロリーマン。
ゴロリーマン
声 - 横島亘
体色は青。頭には「ゴロゴロネジ」という青いネジが挿さっている。アイマスクを付けており、足の代わりにキャタピラが付いている。一人称は「ゴロ」で、語尾に「ゴロ」を付ける。何時も寝転んでいる怠け者。体のパーツをグチリーマンにオークションで売られた事がある。
ゴロソン
探偵の格好をしたゴロリーマン。

#### ボキャバトル実況&判定
MCネジー（エムシー-）
声 - 手塚ヒロミチ
ボキャバトルの実況担当のボキャボット。頭がマイナスネジのような形で、黒いサングラスをかけ青いスーツと赤い蝶ネクタイを身に着けている。一人称は「ワタクシ」。実はネジ王が変わる度に名前と姿を変えている。
実況ネジー（じっきょう-）
第37、39話の回想で描かれた、サートゥルヌスがネジ王だった頃のネジー。スーツの色はピンクで、語尾に「イケメン」を付ける。
おしゃべりネジー
第48話でスゴスゴインダーネジがネジ王を継いだ後のネジー。サングラスの色は赤く、スーツの色は黄色で、語尾に「べしゃり」を付ける。
ネジ王（-おう）
声 - 井上和彦（オール・ディス）、新井里美（サートゥルヌス）
ボキャバトルの判定を行う神。頭と胴体がネジで手足が人間の姿をしており、ふんどしを着けている。
時折（特にボキャバトルの判定シーンなど）イケメンになったり、2頭身になったりする。一人称は「私」。ボキャバトルの判定をする際は場の雰囲気で色々（主に他作品のアニメのパロディ）やっているが、基本的にはヘボネジコンビにもフランクに接している。また、初登場では巨大な姿だったが、小さくなったり、大きさは自在で概ね3メートル程度の背丈で出現する。
実はネジ王そのものは個人では無くオーバーボディである。中の人物は時系列によって異なっており、第37、39話で描かれた過去ではサートゥルヌス、第1〜47話までの現在の時系列ではオール・ディスがネジ王をしていた。上記の記述はオール・ディスの時のもの。第48話からはオール・ディスからネジ王のオーバーボディのデータをコピーした（その為今までのボディは使用せず）、スゴスゴインダーネジがネジ王を引き継ぐ。
スゴスゴインダーネジ
声 - たかはし智秋
登場話数「第29～34、36～50話」
ロケットの様な姿の赤いボキャネジで、ボキャネジでありながら自らの意思を持つ。ボキャボットでは無いので、スイッチは股では無く頸部分にある。一人称は「スゴ」で、語尾に「ダヨ〜」を付ける。
自由な性格で、「イインダヨ〜」が口癖。これであらゆるものを肯定するため、あらゆるものにダメ出しするチギルにとっては天敵だとペケットが言及している。
「究極にDXなボキャネジ」と称され、ボキャボットに挿すとレベルを大幅に上昇させる事が出来る。また、尻のボタンを連打するとパワーが貯まり、「イインダヨ砲」という強力な光線を放てる。その力を求め、ヘボネジコンビ、ペケチギコンビ、ボキャリーマンズ、マンドライバー、ネジキール卿が争奪戦を起こした。
だが、実はノーマルネジであり、それが判明した際には周りから散々言われ、怒ってネジが島を飛び出しボキャ美を巻き込みながらとある島に辿り着いた。
第48話でオール・ディスからネジ王を継ぐ。今までの周回の全てのデータから作られた為、最強であると自負していたが、第49話で黒ネジル群の数に負けて侵食されるも、色以外は然程変化もなく、ラスボス争奪戦の審判を勤めた。

### エトボキャボット
「エトネジ」と呼ばれる特別なボキャネジを持つボキャボット。 名前の通り、干支をモチーフとしている。ヘボットと合体する事が出来、合体時のヘボットは語尾が彼らと同じになり、性格も彼ら寄りになる。ペケットとの合体も可能だが、彼らからすれば想定外らしい。
多くの者達がヴィーテ姫と裏で繋がっており、その関係かやたらとヘボネジコンビに協力的。 時として彼らのボキャネジ絡みの反社会行為にすら手を貸しているが、一方で彼らにイレギュラーが発生すればやれリスポーンだのやれ解体処分だのと物騒な単語が飛び出すなど、単に善意だけで行動しているわけではないようである。
全員集合した際にはヘボットの屁・ボーンで全員合体し、世界を破壊する存在となってしまうが、駄キャラ達に倒され分離した。しかし、彼らを倒した事で調子に乗った駄キャラ達がメインストーリーを圧迫し始め、サブキャラ達と戦争になり、ネジ王の怒りを買う事となる。
第42話ではハッカネズミ、デンタウロス、ゲキアツドラゴン、チャラブレッド、ダガシープ、ポリドロケンがネコ魔女の魔法によって本体を消されエトネジのみになってしまい、残りの6人もネジルに捕まりエトネジを取られる。ハッカネズミ達はネジだけボーイズというアイドルになった後に元の姿に戻り、残りはラストでネジありボーイズというアイドルになった。
ハッカネズミ
声 - 下山吉光
子のエトボキャボットで、背中にマウスパッド型の「ネズネズネジ」が挿さっている。体色、イメージカラーは青。ヘボットと合体すると「ハッカヘボット」になる。一人称は「ボク」で、語尾に「チュウ」「ズミィ」を付ける。丸い白ぶち眼鏡をかけている。天才的なハッカー。
初登場の第32話ではシルエットで登場し、ポリドロヘボを裏からサポートしていた。
呉多島 デンタウロス（くれたじま-）
声 - 山口智広
丑のエトボキャボットで、尻尾に入れ歯型の「ウシウシネジ」が挿さっている。体色は白で、イメージカラーはピンク。ヘボットと合体すると「ヘボタウロス」、ペケットと合体すると「ペケタウロス」になる。
語尾に「モ」を付ける。口癖は「歯磨き」「モー～」。性格は腹黒。額帯鏡を付けている。以前は司会者（しかいしゃ）だったが、モゲドリル星人に操られて偽の歯科医師（しかいし）となった。
カットビタイガー
声 - 山口智広
寅のエトボキャボットで、頭部にハンドル型の「トラトラネジ」が挿さっている。体色は白と緑で、イメージカラーは緑。一人称は「オレ」で、語尾に「タイ」を付ける。口癖は「タイタイターイ！」。気が短い。
アニマルモードからレーシングカー形態に変形可能で、レーシングカー形態の時にヘボットと合体すると「カットビヘボット」になる。
スカイラビット
声 - 山岡ゆり
卯のエトボキャボットで、頭部に郵便ポスト型の「ウサウサネジ」が挿さっている。体色、イメージカラーは水色。
ヘボットと合体すると「スカイヘボット」になる。一人称は「ボク」で、語尾に「ぴよ」を付ける。口癖は「お届け物ぴよ」。優しい性格だが、金にがめつい一面もある。彼女はスカイラビ子。ネジの月出身。
普段は郵便配達員として働いており、ヘボネジコンビにも工具箱やいもチン等、様々な物を届けている。
ゲキアツドラゴン
声 - 黒田崇矢
登場話数「第20、23、28～30、36、38、40、42、45〜50話」
辰のエトボキャボットで、背部にコンロ型の「タツタツネジ」が挿さっている。体色は青、赤、黄のトリコロールで、イメージカラーは朱色。ヘボットと合体すると「ゲキアツヘボット」になる。
一人称は「オレ」で、語尾に「ドラ」「ゴン」「ドラゴン」「タツ」を付ける。たまにスケバンになる。見た目は強面だが優しい性格で、ヘボネジコンビ達に食事を奢ったりしているが、その性格が災いしボキャリーマンズにツケを滞納されたりしている。
「ゲキドラ飯店」の店主を務める凄腕の料理人。先代店主の父は、亡くなる前に四男の彼に店主の座を譲ったが、3人の兄が抗議し、初登場の第20話で後継者争いが起きた。
後継者争いの料理対決では謎のスペシャル食材で料理を作る事になるが、その正体はいもチンであった。自分の料理が真の料理でないと苦しみ壁にぶち当たったが、「素材を生かせ」という父の生前の料理の真の心得に説得され、悩みに悩んだ挙げ句、いもチンを袋のまま差出し、勝利する。
トグロール
声 - 内田岳志
巳のエトボギャボットで、体部分がトグロ型の「ヘビヘビネジ」となっている。体色は白と赤で、イメージカラーは赤。ヘボットと合体すると「ヘボロール」になる。
火のある所何処へでも駆けつける消防隊員。口から水を噴射する事が出来、消火或いは攻撃に使う。トグロを巻いている為、よくブリブリと間違われる。
一人称は「オレ」で、語尾に「ブリ」「ニョロ」「ロロロ」を付ける。口癖は「レスキュー」「任務完了」「流すな！」。
トイレの専門家という一面も持つが、トイレに流されるのは大の苦手。
チャラブレッド
声 - 内田岳志
午のエトボキャボットで、背部にリーゼントのような形のサドル型の「ウマウマネジ」が挿さっている。
体色は黒とバイオレットで、イメージカラーはバイオレット。首輪の色はマゼンタで、サングラスがトレードマーク。
一人称は「オレ」。口癖は「ウマ～くいかねぇ～人生ぱねぇ～」「ロックンローラー」。
性格はちょっぴりチャラいナルシストだが、曲がった事が嫌いで仲間想い。オラブユーのファン。
ヘボットと合体すると「チャラヘボット」になる。ロックと歌とダンスが好きで、ヘボットとの合体時は体部分がエレキギターのネジに変形する。この際にネジ魂部分に挿さる事で、ヘボットの性格もチャラブレッドの様に豹変する。
ダガシープ
声 - 関口英司
登場話数「第36、38～42、45〜50話」
未のエトボキャボット。背中に綿飴型の「ヒツヒツネジ」が挿さっており、ネジを外す事で背中が鉄板焼きの台となる。体色はクリーム色と水色で、イメージカラーはクリーム色。ねじり鉢巻を付けている。
ヘボットと合体すると「ヘボシープ」になる。一人称は「オイラ」で、語尾に「メエ」を付ける。口癖は「だがしかし」「ホレた！」。
非常に惚れっぽい性格で女性を見るとすぐさまプロポーズをしてしまうが、ガサツな性格が災いし何時も振られており、その際には妹の名前を叫ぶ。
油まみれのヘラを拾って手渡された事でボキャ美に惚れ込み、以後はボキャ美一筋であり、ボキャ美を愛し過ぎた罪で、彼女が所長の刑務所に収監され、刑務所の調達屋となった事もある。その際には、同じく収監されたヘボネジコンビとペケチギコンビの脱獄にも協力したが、最後はボキャ美のブロマイド欲しさに彼らを裏切った。
DJサルッキー
声 - 中務貴幸
申のエトボキャボットで、背部にDJのターンテーブル型の「サルサルネジ」が挿さっている。体色、イメージカラーは紫。キャップを被っている。ヘボットと合体すると「DJヘボット」になる。因みにヘボットと最初に合体したエトボキャボットである。
ラッパーの様な口調が特徴で、韻を踏んだ喋り方をする。一人称は「オレ」で、語尾に「YO」を付ける。口癖は「バナーナ」。
ネジルにヘボットの取り扱いを指南したり、ネジの木の育て方のヒントを与える等、何かとサポートをしている。
ハクセンチョウ
声 - 青山穣
酉のエトボキャボットで、背部にコンパス型の「トリトリネジ」が挿さっている。黒とワインレッドで、イメージカラーは黒。ヘボットと合体すると「ヘボセンチョウ」になる。通称「オヤビン」。
性格は無口。一人称は「私」で、語尾に「スワン」を付ける。さすらいの船乗り（実際はただの方向音痴）で、歌を聴くと踊ってしまう呪いをかけられている。
ポリドロケン
声 - 青山穣
戌のエトボキャボット。体部分がシルクハット型の「イヌイヌネジ」となっている。体色は茶色と青で、イメージカラーは茶色。
一人称は「我輩」で、語尾に「ワン」（ポリドロドロの時は「にゃー」）を付ける。口癖は「逮捕だワン！」。通称「警察ワン」。
二重人格であり、昼間は正義感に満ちた警察官であるが、夜になると怪盗の人格のポリドロドロが現れ、この人格が出た時にヘボットと合体すると「ポリドロヘボ」になる。
第40話以降はナグリが警察を組織する為に同型の別個体を集結させ、彼自身が現場で指示する立場になった。
ダディボア
声 - 横島亘
亥のエトボキャボットで、頭部に工事道具型の「イノイノネジ」が挿さっている。体色はオレンジと緑で、イメージカラーはオレンジ。ヘルメットを被っている。ヘボットと合体すると「ダディヘボ」になる。
一人称は「オレ」「オレァ」で、語尾に「～イノ」「でぃ」「のっし」を付ける。口癖は「てぇへんだ！」。必殺技は「鼻息ブッシャー」。
何でも破壊して四角くさせる事と子育てが好きな熱血親父。ストーリーの展開の都合でネジ屋を度々改装している。瞬時に改装を行い、次週には元に戻っている事がネタになっている。
トグロールの事を「トイレの神様」、チャラブレッドの事を「チャラブレの」、ポリドロケンの事を「警察ワン」、デンタウロスの事を「デンの字」と呼ぶ。

#### エトボキャボットの関係者

##### ハッカネズミ
ネジマウス
声 - 新祐樹
ハッカネズミの相棒で、ネズネズネジそのもの。ネズミとマウスを組み合わせた様な姿をしている。語尾に「マウス」を付ける。口癖は「わら」。好きな食べ物はチーズといもチンのチーズ味。このいもチンは世には出回っていない没商品で、彼が食べているものは彼のハッキングで手に入れたレシピを元に再現したものである。

##### デンタウロス
チビタウロス以外は第33話のみに登場。
チビタウロス
声 - 尾崎真実
デンタウロスの助手。デンタウロスをグレーにして小さくした様な姿をしている。語尾に「ミルヒ」を付ける。性格は腹黒、又は臆病で泣き虫。偽の歯科医師の助手をする前はデンタウロスと共に司会者をしていた。
ミソタウロス
声 - 磯部勉
デンタウロスの双子の弟。デンタウロスをそのまま暗いクリーム色にした様な姿をしている。語尾に「牛肉」を付ける。
マメタウロス
声 - 磯部莉菜子
ミソタウロスの助手。姿はチビタウロスと瓜二つで、違いは体色のグレーが少しだけ濃いのみ。語尾に「ビーフ」を付ける。性格は真面目。

##### スカイラビット
スカイラビ子
第41話に登場。スカイラビットの彼女。スカイラビットの色違いのような姿をしており、体色はピンクで挿さっているネジは緑色。

##### ゲキアツドラゴン
第20話に登場。いずれもゲキアツドラゴンと同じ体つきで、色のみ異なる。ゲキジンドラゴンの息子達は作中で「ゲキドラ4兄弟」と呼称されている。彼らはゲキアツドラゴンが後継者争いに勝利した後は彼の体に吸収していった。
ゲキジンドラゴン
声 - 横島亘
ゲキドラ4兄弟の父。体色は緑。故人の為、回想のみの登場。
ゲキレツドラゴン
声 - 内田夕夜
ゲキドラ4兄弟の長男。体色は赤。料理対決では高級食材を使い、高級料理を作った。
ゲキジャクドラゴン
声 - 井上和彦
ゲキドラ4兄弟の次男。体色は白。名前の通り、体が弱い。料理対決では何かの根っこを使い、薬膳を作った。
ゲキセコドラゴン
声 - 青山穣
ゲキドラ4兄弟の三男。体色は紫。名前の通り、セコい性格。料理対決では冷凍食品を使ったが、解凍して出すどころか解凍していない上に未開封のものをそのまま差し出した。
ゲキリュウドラゴン
声 - 辻親八
ゲキアツドラゴンが後継者争いに勝利した後に現れた、彼の双子の兄。体色は水色。語尾に「リュウ」を付ける。
名も無き修羅たち（なもなきしゅら-）
声 - 不明
ゲキリュウドラゴンと共に現れた100人の軍団。体色は黒（1人だけ黄色）。

##### ダガシープ
さくら、せいこ、あきな、きょうこ、いよ、よしえ、ひでみ、ひろこ、ともよ、ももこ、まなみ、かなえ、まりお
ダガシープの妹（まりおのみ弟）達で、彼が振られた際に名前が呼ばれるのみ。前の10人は第36話、まなみ、かなえは第42話、まりおは第48話で名前を呼ばれた。
第50話ではエース・オカがグレビーというシマウマ（恐らくグレビーシマウマの事を指していると思われる）の名前をダガシープと同じ形式で呼んでいる。
誰か
声 - 中務貴幸、内田岳志（第42話）
正体不明の人物。ダガシープが妹（弟）の名前を叫んでいる時に「妹（弟）の名前！」と言うのみ。第36話では姿は見えなかったが、第42話以降は姿を現しており、この時はAとBの2人が現れた。

##### ハクセンチョウ
トリッキー
声 - 手塚ヒロミチ
ハクセンチョウの相棒で、トリトリネジそのもの。彼の事は「オヤビン」と呼ぶ。ニワトリの様な姿をしており、サングラスをかけている。一人称は「おいら」で、語尾に「ワンス」を付ける。不良を自称しているが、実際はコンパスとして機能出来ない不良品。

##### ポリドロケン
第40話以降、ナグリがネジが島の警察を組織した際の要員として、ポリドロケンの同型別個体が大挙して登場。ポリドロケンと同族なのか、何らかの方法で増やされたのかは不明。
デカポリドロケン
声 - 青山穣
鑑識ポリドロケン
声 - 内田岳志
山さんポリドロケン
声 - 中務貴幸
ボスポリドロケン
声 - 井上和彦

##### ダディボア
ダディボアの子供達は全員同じウリ坊の様な体つきで、体色はイノシローのみ緑でそれ以外はオレンジの体をしている。
イノイチロー
声 - 塙愛美
ダディボアの長男。丸い目をしており、語尾に「ジャン」と付ける。
イノジロー
声 - 珠木のぞみ
ダディボアの次男。笑い目をしており、語尾に「デス」と付ける。
イノサブロー
声 - 松本沙羅
ダディボアの三男。バツ目をしており、一人称は「ボク」で、語尾に「なんダナ」と付ける。
イノシロー
声 - 本山かおり
ダディボアの四男。涙目をしており、一人称は「ボク」で、語尾に「でちゅ」と付ける。夜泣きが激しく、その際には腹部からパンツ1丁の人型の体が生え、縦横無尽に走り回る。イノイノネジのネジ音声を聞くと泣き止む。
初登場よ第9話では、自分を差し置いて家族に世話をされるヘボットに嫉妬しグレて家出し、ダディボアの嫌う曲線のみで作られた城でヘボット達を待ち構えていた。この時は顔がイノシローの体になった人間体型の不良の姿をしており、語尾に「マル」を付ける。最終的にダディボアの説得で改心した。
MAL360（マルサンロクマル）
声 - 内田岳志
第9話でイノシローが篭った城のガードロボット。黄緑の眼球の様な姿をしている。敬語口調で喋る。イノシローが改心した事で暴走し世界の全てを丸くしようとしたが、ダディヘボに倒され改心し四角くなり手足が生えオネエ口調になった。
イノリンサン
声 - たかはし智秋
ダディボアの妻。第38話でデンタウロスと戦っていたダディボアの前に現れ、彼に助言した。姿はダディボアに瓜二つだが、顔は影で見えなかった。

### 旧ボキャネジカルテット
ナグリ・ドツーキ王妃（-おうひ）
声 - 能登麻美子
ネジが島の王妃で、ネジル、チギルの母であり、太陽系会議海王星代表。帰還する第39話までは回想でシルエットのみの登場。それ以降は毎回登場する。
王国一の格闘家で、日々、新技の開発にジルを実験台にしていた。ある日、最強の道を極め、 ネジが島を最強格闘王国にするという内容の置き手紙を残し、当時幼きチギルを連れて修行の旅に出て行った。
ピンク色の腕のような形のおさげが特徴で、これらは手の様に扱える。通常の腕にはボキャネジを付けられる、3本の棘が出るグローブ「ボキャジェネレーター」を付けている。
細身だが筋肉質な体格で、母親とは思えないほど若々しい外見をしている（本人曰く「無駄を無くしたバトルと筋トレにより常に永遠の18歳の体をキープしている設定」）。
筋肉フェチであり、よく筋肉や筋肉の部分を口ずさむ。古風かつ上品な口調で喋り、一人称は「わらわ」、二人称は「そなた」で、語尾に「コブシ」を付ける。
自由奔放でマイペースかつ天真爛漫な明るい性格で、修行や筋トレなどをする一方で、｢この世で1番嫌いなのは無理して無駄な努力」というネジルと共通する所があり、チギルのダメ出しは彼女にダメ出しされまくった影響によって目覚めたもの。
また、かなり強引かつ力任せな一面もあり、旅先で猛者達をボコボコにしてボキャネジ格闘技を無理矢理広め、弟子は彼女を慕うと同時に強い恨みを抱いている。
家族を殴り飛ばしたり、ネジルに対しては甘い反面、チギルに対しては厳しく、チギルは彼女には頭が上がらず、ジルも彼女の尻に敷かれている。
ジル・ハナジール国王（-こくおう）
声 - 辻親八
ネジが島の国王で、ネジル、チギルの父。川柳のような喋り方をする。自分とボキャバトルで対決して負けたネジルをネジ集めに向かわせる。
ノリオによると、ペケチギコンビをネジが島に戻って来たのは彼の策略らしい。
若い頃はシオシオ状態のチギルに似ており、一人称も「ボキ」だった。旧カルテットのブレイン的存在。
オール・ディス
声 - 井上和彦
第47話までネジ王をしていた男性。口髭を蓄え、額辺りの髪型が渦巻きになっている。
その正体は原初のネジルであるネジル・ゼロであり、前述の髪型はアホ毛を巻いたもの。
最終話でヴィーテ姫と結婚する。
ノリオ
声 - 内田岳志
ノリノリヶ島に住む男性。一人称は「ワシ」で、語尾に「だぜ」を付ける。普段の姿は老人だが、若返って筋肉隆々な体になれる。ネジ王とは昔から知り合いのようである。
ジルとは赤ん坊の頃からの宿命のライバルで、過去にジルとの戦いに敗れノリノリネジを奪われた事がある。第8話でネジが島王宮での騒動中に相棒のノリノリだーいロボと共に現れ、ジルとのボキャバトルに勝利しノリノリネジを取り返した。その後、ノリノリヶ島に乗り込んで来たヘボネジコンビとボキャバトルを行い、自身はハイパーコンボを出すが、3種のジンギを使いエトネジコンボを出したヘボネジコンビに敗北し、彼らにノリノリネジを渡した。

### ネジが島王宮
キングスボキャ
声 - 横島亘
ジルの相棒のボキャボット。口髭を生やしマントを羽織った王のような姿で、頭には王冠型のネジが挿さっている。
ジルが喋った後に「字余り」もしくは「字余らず」と言う。語尾に「ボキャ」を付ける。
レベルは88で、ネジが島では唯一の80代のレベルだったが、第8話でネジルに自分とのボキャバトルで勝たせたいというジルの願いを叶える為にボキャリーマンズが作った汚いネジを挿してレベルダウンさせてレベルがマイナスになってしまい、その直後に運悪く襲来したノリオにボキャバトルで敗北し、同話における騒動のきっかけとなってしまった。
以降の話では何時もの以前の様子に戻っているが、レベルも元に戻ったのかは不明。
ロココット伯爵（-はくしゃく）
声 - 黒田崇矢
ネジが島王宮に仕えるロイヤルボキャボット。一人称は「わたくし」。ヘボットを「野良ボット」呼ばわりしたりとプライドの高い性格だが、人格者の一面もある。
第16話でヘボネジコンビが喧嘩した際、ボキャ美の策略でネジルの所に現れ、ボキャバトルでネジル側に付いた。ボキャバトルで挿したスケスケネジの力でヘボットの「ネジルと一緒にいたい」という心情を知り、ネジルに彼と仲直りするように勧めた。
第29話で再登場。スゴスゴインダーネジの力を危険視しメイドボットを率いて彼を捕まえようとしたが、彼の反撃に遭い倒れ、メイドボットに運ばれる形で退散した。

#### メイド
ネジが島王宮に仕えているネコのような姿のメイド達。メイドーにょはそれぞれ色が異なり、「〜号」と番号がついている。語尾に「にょん」と付ける。第42話のメイドーにょ3号によると、全員で合わせて3万人程いる。
メイドーにょ
声 - 小林志保
体色はクリーム色。何号かは不明。
メイドーにょ3号 / ネコ魔女（-まじょ）
声 - 宮本茉奈（メイドーにょ（第8話））、新井里美（メイドーにょ（第42話）、ネコ魔女）
体色は黒。第42話でメイドボット達と共にクーデターを起こす。その正体は黒魔術を身に付けた「ネコ魔女」であった。クーデター後の供述に有利なように干支に入れなかった猫に憑依されてエトボキャボットに復讐すると嘯いていたが、真の目的は彼らのネジを集めてゴッドネジに捧げる事で願いを叶える事であった。
なお、ネコ魔女自体は以前からモブとして数話程登場していた。
メイドーにょ2号、メイドーにょ4号、メイドーにょ6号
声 - 不明
メイドーにょ2号のみ第34話で名前のみ登場しており、第42話では全員が登場している。
メイドボット
声 - 山岡ゆり
子猫の様な姿のメイド達。赤、オレンジ、黄色、ピンクの個体が存在する。頭にネジが挿さっているが、ボキャボットなのかは不明。

### 別階層の人々
本編とは別階層から来た人々。本編の人々とは自分達の階層では全く雰囲気が異なりギャグ要素は無いが、本編に関わると殆どはギャグ要素が入る。

#### 始まりの者と終わらせる者
エース・オカ / 始まりの者
声 - 岡香織
第45話で電話で声のみ登場した女性。チギルのクレームに対応した。
実はヘボットを製作した「始まりの者」であり、元はぱんだい山の某玩具メーカーに所属する、少し変わり者の玩具職人だった。ヘボットを完成させ電源を入れた時、宇宙全土まで次元が捩れ、宇宙が捩れた事でネジル・ゼロが生まれた。
ヴィーテ姫（-ひめ） / 止めようとする者（とめようとするもの）
声 - 日野由利加、井澤詩織（幼少期（チビヴィーテ））
シニヨンの女性。一人称は「私」。外見は普通の女性だが、禍々しい外見の手袋を着けている。中年女性や老婆に変装してヘボット等に接触したりしている。
少女時代はゼロ（後のオール・ディス）と行動を共にしており、彼に好意を抱いており、密かに壊れた彼の白ヘボットのネジ魂に自分の魂を捧げてしまったため、以後は自らの記憶と衝動で内なるフィーネに抗い、自らのロールを果たそうとした。
第49話では命を落とすかも分からない最終決戦に際してオール・ディスに「鈍感おバカ！」と伝え、彼女の好意を理解していなかったオール・ディスは訳も分からず困惑し、彼以外の旧カルテットの面々は爆笑していた。
第49話ラスト以後に元の魂がある状態で復活したらしく、最終回でオール・ディスと結婚した｡
フィーネ / 終わらせる者（おわらせるもの）
次元ネジのネジ魂の化身。彼女が少女時代に白ヘボット（後の虚無ヘボット）に魂を捧げて以来彼女を侵食し、ゼロが望む世界と信じて世界を虚無にし、ネジルとヘボットのみが存在する世界にしようとした。
手から放つ赤黒い光線で相手をデリート（記憶を改竄）させる。当初は暴走するネ人造人間をデリートしており、第15話でマッピラジャをヴィクトリニティマンに倒させた際には憐憫の情さえも見せていたが、第29話では別のネ人造人間をデリートし、更には目撃したユーコをデリートしようして片鱗を見せ、第43話でほぼ乗っ取り、魔女の様な禍々しい外見に変化出来るようになり、抵抗する星々の者等のデリートを始めた。第49話後半で完全に彼女の体を我が物とし、オール・ディスに彼女はもういないと吐き捨てた。この時には語尾に「終幕」を付ける。
ヴィクトリニティリーマン
声 - 内田夕夜、辻親八、横島亘
登場話数「第1、15、29、48〜50話」
ヴィーテ姫と共に戦う、赤、緑、青のトリコロールのロボット。名前、体色や彼を見たユーコが彼を指して「いつもの3人組」と呼んでいた事からボキャリーマンズと何らかの関係性がうかがえたが、第48話でボキャリーマンズが合体した姿である事が判明した。同話で黒ネジル大と戦ったが、黒い屁・ボーンを浴び、その臭さでボキャリーマンズに戻った。第49話で再び合体を果たす。
ヴィクトリニティサルッキー
声 - 中務貴幸
ヴィーテ姫が搭乗するロボット。語尾に「ゴリ」を付ける。第49話によるとその正体はプロトタイプ（恐らく最初の階層）のDJサルッキーで、本人曰くプロトタイプで生き残ったのは自分だけらしい。

#### 別階層のネジル
マンドライバー
声 - 内田夕夜
ヘボットのパーツを体に組み込んだ様な姿の男性。一人称は「オレ」。巨大なドライバーを武器にしている。
第29話でスゴスゴインダーネジに時空に飛ばされてネジ屋の庭の畑にワープし、ヘボネジコンビと出会う。そしてネジキール卿と共に彼らに自分達の正体を明かす。
その正体は壊れたヘボットを救うために彼と自身の体を合体させて命を繋いだ別階層のネジル。本編のネジルとの分岐点は第16話でヘボットとネジルが喧嘩した時で、仲直りのために橋で再会した時に既にヘボットは壊れており、直すのを試みるもネジ魂が無くなっていた為に直らず、最終的に彼と自身の魂を共有して1つの生命体として「ネ人造人間13号・マンドライバー」が誕生した。彼によるとヘボットを壊したのは「嫉妬に狂った兄」との事だが、詳細は不明。
ネジルであるが故に家もゴミ屋敷だったり、珍しいネジを買って生活費が無くなったりと生活力は無く、後にボキャリーマンズから生活の極意を教わる。
ネジキール卿（-きょう）
声 - 伊丸岡篤
鎧を着けた筋肉隆々の大男。一人称は「オレ」。粗暴で残虐非道な性格だが、ネジを欲する等ネジルに似ている点もある。
第23話にて時空の歪みから本編に登場し、ヘボットのネジ魂を奪ったり、ソルジャーボットを使ってネジが島中のネジを奪ったりしていたが、ネジペケチギコンビに敗北し、最終的に黒いトキトキネジを使ったオール・ディスによって、何処かへ消えてしまった。その際に彼からネジルと呼ばれていた。
その後の行方は第29話で恐竜がいた時代に飛ばされていた事が判明した。しかしスゴスゴインダーネジによって本編の時代に戻されて、ネジ屋のトイレにワープし、ヘボネジコンビと再会する。そしてマンドライバーと共に自身の正体を明かす。
その正体はヘボットを失った（第49話によると4番目の）階層のネジル。本編のネジルとの分岐点は第27話でゴッネジ界を訪れた時で、メンテナンスの卒業試験に合格して外の世界に帰る時に間違えてめみ子を連れて帰ってしまい、ヘボットを失ってしまった。
マンドライバー同様生活力は無く、後にボキャリーマンズから生活の極意を教わる。
ソルジャーボット
声 - 井上和彦
ネジキール卿が率いる、ヘボット似の黒いロボット達。大量におり、ネジキール卿から「ソルジャーボッツ」と纏めて呼ばれる事もある。ボキャボットなのかは不明。起動前は卵型で、頭に挿さっている「デストロイネジ」という黒いネジを捩込む事で起動する。語尾に「ボッツ」を付ける。
実はヘボットを失ったネジキール卿が寂しさを紛らわすためにヘボットに似せて作った存在。話の展開上何体か破壊されているが、同一個体と思われる2体が最終話までネジキール卿に付き添っていた。
ネジル・ゼロ
宇宙の捩れから生まれた最初の階層のネジル。通称「ゼロ」。オール・ディスの正体。
ネジルーカス
第5話のアバンに登場したネジル。しかし、第49話で3番目の階層のネジルである事が判明した。
黒ネジル（くろ-）
黒ヘボットと共に南極の裂け目に氷漬けになっていたネジルの様な外見をした謎の存在で、大挙して登場する。体色は黒く、目は白い。幾つもの個体が合体する事で、巨大な黒ネジル大に変身する。他のキャラクターが黒ネジルに変化する事もある。
ネジル同様「ネジが大好き」という習性を持ち、フィーネはそれを利用して次元ネジを封印する2本のネジを彼らに抜き取らせようとした。
タンクトップ仮面（-かめん）
声 - 青山穣
タンクトップで素顔を隠した男性。普段はモブとして登場する。第49話のラストで別階層のネジルである事が判明した。

#### 別階層のヘボット
声の担当は全てヘボットと同じ井澤詩織
。
純正ヘボット（じゅんせい-）
元々は本作品の公式Twitterのエイプリルフールの企画「快傑ペポット」で初登場した存在。体色はオレンジで、体は継接ぎだらけ、耳は取れ、ネジ魂はズレており、全体的にボロボロな姿をしている。性格はヘボットよりも真面目。一人称は「私」で、語尾に「ペポ」を付ける。
Twitterでの登場後、翌日に放送されたアニメの第27話でヘボットのゴッネジ界の卒業試験のボキャバトルの対戦相手として登場。ヘボットを倒して自分が主人公になろうとしたが、ネジ王曰く「ギャグが真面目過ぎた」為、ヘボペケ兄弟の連携プレイで出したウルトラコンボに敗北し、地獄に連れ戻された。
その正体はマンドライバーの嘗ての相棒。オール・ディスによると、マンドライバーとの喧嘩はマンドライバーの相棒への過剰な執着心によるものらしく、その執着心には純正ヘボットが「目が怖い」と現在も恐れている。嫉妬に狂った兄によって破壊されネジ魂とヘボヘボネジを奪われたというのも、マンドライバーから逃げる為に彼が偽装したものである。マンドライバーから離れて以降は夕子の相棒となる。
黒ヘボット
ネジキール卿の嘗ての相棒で、今から約10万年前の階層のヘボット。ネジキール卿とはメンテ地獄に行った際に地獄に置き去りにされてしまい別れてしまった。ヘボットの中では最も相棒との絆が深かったという。外見、一人称は現在の階層のヘボットと同じだが、体色は黒く、語尾に「ベホ」「タブ」「ジャキ」を付ける。屁の臭さは悪臭。
第23話にて、ネジキール卿がヘボコンボを発動させた際、ギャグ劇場空間に姿を現した。第39、43話では氷漬けになっている姿が描写されていたが、第47話で南極隊員達によって掘り出され、おはぎの様な得体の知れない物から出てきて眠りを覚ます。南極隊員達を黒ネジルに変化させその上にボキャネジのコンボで増殖させてヘボネジコンビを追い詰めるが、彼らのハイパーコンボで黒ネジル達を元の姿に戻されてしまい敗北。その後、彼らによって拘束されて南極に置き去りにされるが、黒ネジル達に助けられ、第48話でネジキール卿と再会を果たす。
白ヘボット
エース・オカが製作した最初の階層のヘボット。語尾は同じだが、体色は白。他のヘボット達のような魂がなく、言葉は拙い。
虚無ヘボット（きょむ-）
次元ネジが頭に挿さった、超絶的に巨大な白ヘボット。ネジ魂にヴィーテ姫の魂を捧げられた為、自我を持つ。語尾に「ヘホ」を付ける。

#### ネ人造人間
マッピラジャ
声 - 黒田崇矢
トカゲのような姿の悪徳マネージャー。関西弁で話し、一人称は「ワシ」「ワイ」。本人曰く、「北極マンブラックの弟」である。
第13話でデカプリオン、ケツマッカ、イケクイーンと共にヘボネジコンビを騙して大儲けし、船を使ってネジが島の外へ逃げようとしたが、イケクイーンの癖を利用されて、ヘボネジコンビに居場所を突き止められボキャバトルになる。ボキャバトルではボキャボットでは無く、自身の体に着いたベルト「ボキャベルト」を使った。これを見せた際に自身が「悲劇のネ人造人間」である事を明かす。ネジルの工具箱を奪い、エトボキャボットを催眠術で眠らせ捕まえ、勝利に近付いたが、肝心のギャグは上手くいかずヘボコンボになった上、ネジルが仲間のネジを奪い、イロコンボを出したため敗北し、仲間共々逮捕された。
その後第15話で脱獄し、デカデカネジの力で巨大化し暴走したが、ヴィクトリニティリーマンに倒された。倒された場所にはネジルに似た男性（別階層のネジルである可能性もあるが、真相は不明）、トカゲ、ボキャベルトが残った。
その後の消息は不明だが、第50話のラストに登場している。
ネ人造人間10号
声 - 内田岳志
第29話でヴィーテ姫、ヴィクトリニティリーマンと戦っていたネ人造人間。プテラノドンとコウモリを合わせた様な姿をしており、ボキャベルトと同型のベルトを着けている。
彼を見たユーコは彼を指して「ネジ屋さん」と呼んでおり、別階層のネジルの成れの果てである可能性もあるが、詳細は不明。

#### その他の別階層の人々
ハナクルー
声 - 新井里美、山口智広
頭から直接手足が生えた緑の人々。
シリクルー
声 - 手塚ヒロミチ、中務貴幸
楕円形の体の紫の人々。
カンチョー艦長
声 - 手塚ヒロミチ、青山穣
第1話のアバンで登場した男性。シリクルーの身体中に毛が生えた様な姿をしている。戦艦でシリクルー達に命令していた。第49話にも登場。
ネイルガンドラゴン
声 - 山口智広
次元ネジの防衛ロボット。頭部がネイルガンになったドラゴンの姿をしている。「釘付け」が口癖。第1話のアバンではヴィクトリニティリーマンを圧倒していた。第49話でもヴィクトリニティリーマンと交戦するが、最終的にスゴスゴインダーネジのイインダヨ砲で倒された。

### 星々の者
元々は次元ネジを地球ごと消滅させる為に発足された「太陽系会議」で集結した人々。現在は地球の人々を守る為に別の方法を考えている。時折地球に干渉しているが、中にはアバターや分身を地球に送り込んでいる者もいる。
クトゥルほぼゲロ
声 - 辻親八
外宇宙代表の闇の神。
第35話で封印から解放された。ドゥビ夫をそのまま黒くしたような姿で、ヘボットからも言及されている。「クトゥルほぼゲロ」は便宜上の名前であり、実際には「クトゥル」より後は普通は人間には発音出来ないが、ゲロを吐く事で発音可能。
トゥル子（-こ）
声 - 尾崎真実
水星代表。爬虫類の様な姿の紫の女性。普段はモブとして登場している。
第43話でヴィーテ姫にデリートされてしまい、第44話以降は山田（やまだ）と名乗っていたが、第49話で記憶を取り戻す。
デリート後は別の人物（声 - 不明）が水星代表になっていた。
カスリ姫（-ひめ）
声 - 尾崎真実
金星代表。姫の格好をしたカスリーナに見えるが彼女とは別人で、身に付けているネジは全てマイナスネジ。
第39話で星々の者の一員である事が判明した。姿が酷似したカスリーナは彼女のアバターか分身の可能性もあるが、真相は不明。
ウマ汁（-じる）
声 - 手塚ヒロミチ
地球代表の筋骨隆々でビキニを着けた男性。一人称は「あたい」で、語尾に「馬刺し」「煮汁」を付ける。
太陽系会議で地球を守るという結論が出た後も、反対して地球を破壊しようとしていたが、第39話のアバンで描かれた旧ボキャネジカルテットとの戦いで敗北し、ナグリにゴッネジ界の番人（社長）を押し付けられた。
モエナイ
声 - 尾崎真実
火星代表。
第23話で登場した（第12話でもワンシーンだけ静止画で登場している）モエルの生き別れの妹を自称する少女。だがモエルは自分に妹がいたことすら知らなかった為、本当に妹なのかは不明。
以後はモエルの前から姿を消していたが、第39話で星々の者の一員である事が判明した。
第43話でヴィーテ姫にデリートされそうになるが、スゴスゴインダーネジに助けられた。
バッティ
声 - 内田岳志
木星代表。
第37話でチョリー・ムカムカがグチッターで知り合ったイケメン。自称「逃亡中のネクサス型イケメンアンドロイド」。終盤でその正体はスチャットのインターネット上でのハンドルネームで、その素性は全て彼の妄想かと思われたが、第39話にて木星代表として実在する事が判明した。専らネット経由での干渉に留めている様子。
第44話でヴィーテ姫と戦ったが敗北し、プルートを庇い捨て身の攻撃をしたものの、デリートされ映画館の清掃員となる。デリート後はUFOが木星代表になった。
映画 ミル
第44話でヘボネジコンビに干渉する為に映画の神に変装をしたバッティ。ポップコーンを頭に被って顔を隠している。
サートゥルヌス
声 - 新井里美
土星代表の5億年以上の時を生きる永遠の少女。以前はネジ王をしていたが、趣味に生きたくて引退した。土星ババアの本体であり、土星ババアは彼女のオーバージャケットである。これの維持には多大なエネジーが必要な為、悪徳商法で荒稼ぎしている（悪事に関しては「土星ババア」の項目を参照）。以前にネジ王をしていたからか、オール・ディスに「先輩」と呼ばれている。イケメンが好きで、ヘボットが初恋の相手。同じくヘボットに思いを寄せるボキャ美は実は彼女の分身である。
マカロニ
天王星代表だが、第43話でバッティが「天王星の方、いつからマカロニさんなんでしたっけ？」と指摘している事から、彼以前に天王星代表がいたが、トゥル子、バッティ同様ヴィーテ姫にデリートされて記憶を改竄された模様｡
名前の通り、マカロニのような姿をしたキャラクターで、事ある毎に放屁している。ネジルの布団を畳んだりと器用な性格の持ち主。普段はモブとして登場する。
監督の石平は自身のTwitterの中で、じっとしていて可愛いキャラクターを作りたいと悩んだ結果生まれた存在であると述べている。
プルート
声 - 藤井ゆきよ
冥王星代表。
ユーコの色を反転したような姿をしており巨大な鎌を持っている。一人称は「オレ」。ユーコは彼女のアバターであり、ユーコをデリートしようとしたヴィーテ姫の事をよく思っていない。
第44話でヴィーテ姫と戦うも敗北したが、バッティの捨て身の攻撃により生き延びる。
映画 トル
第44話でヘボネジコンビに干渉する為に映画の神に変装をしたプルート。カメラを頭に被って顔を隠している。

### その他のサブキャラクター
ネジ柳 ユーコ（ネジやなぎ-）
声 - 藤井ゆきよ
長い髪に白い服を着た女性で、首にコワコワネジを付けている。一人称は「私」で、口癖は「うん、いいと思う」。夏男の恋人で、彼と共にネジ会社を経営している。初登場の第3話では錆びてしまった夏男の為にネジ屋に錆取りの油を買いに行っていた。
第29話でヴィーテ姫とヴィクトリニティリーマンがネ人造人間10号をデリートしようとしている所を偶然目撃し妨害した為、一緒にデリートされそうになったが、スゴスゴインダーネジによって助けられた。
第46話ではネジ工場を拡大化していた事が明らかとなった。
土星ババア（どせい-）
声 - 新井里美
土星に住む古株クレーマー。体色は青で6足歩行という異形の姿の老婆。金儲けの為に様々な悪事を行っている。
第10話では土星に停めた他人の宇宙船を奪い自身のコレクションにし、種類がダブったものはネットで転売していたが、被害を受けたダスッペリアンが呼んだヘボネジコンビと激突し、最終的にヘボロールによって土星を割られ、宇宙船も全て取り返されてしまった。
第11話では前話で割られた土星の修理費を稼ぐ為に「プリティ・ドセ子」名義でオークションにノロノロネジ、タマタマネジ、ボロボロネジを入札し、同話におけるノロノロネジの呪いの騒動の引き金となった。
第17話ではヘボットのパチモノのパチボットを作り、ボキャリーマンズにこれが土星でヒットしていると騙し販売させていた。
第22話では女性の姿になり「マダム天王星」と名乗り、ハッピーカラフル村の人々を騙して製品を作らせ儲けていたが、ヘボネジコンビによって反乱を起こされて製品もボロボロネジの力で全て破壊されてしまった。同話の終盤で真の名は「サートゥルヌス」で、土星ババアは彼女の理想の姿であるオーバーボディで、女性の姿が本来の姿である事が判明した。
土星オトメ
第40話でヘボネジコンビの裁判に証人として現れた土星ババアの自称妹。彼女の事を「土星ババアお姉様」と慕っているが、何処からどう見てもサートゥルヌス（土星ババア）本人であり、ヘボットに突っ込まれるが力でねじ伏せた。
パチボット
声 - 安原義人
土星ババアに資金繰りの為に適当に作られて売られた、ヘボットのパチモノ（偽物）達。容姿はヘボットに似ているが、耳が大きくそこから手が出ており、体色は様々。
公式サイトによるとボキャボットの類いで、頭にはグレーのネジが挿さっており、ボキャバトルも可能。顔は二重構造になっており、ボキャバトルのギャグ発動などで外の顔を開けて中の顔を出すと「ミョンミョンヘボラヘ〜」等、意味不明な言葉を連発し、それと同時に異様なオーラが放出され、これを浴びた者は正気でいられなくなる。一人称は「パチ」で、語尾に「パチ」を付ける。
初登場の第17話では殆どが不良品で壊れていて売れなかった為、全員がスクラップ工場に捨てられてしまったが、彼らは自分達を犠牲にして自分達の中でも唯一まともに動く黄色い体色の1人をヘボットと共に救出した。その後、生き残った1人はヘボット、ソフビットとボキャバトルをするが、後で壊れてしまった。
しかし、第22話で復活し「パチもんランド」というテーマパークを設立し、成功している事が判明した。また、同話でマダム天王星がボキャバトルに彼とは色違いのパチボットを使っている。
第50話では3人のヘボットグッズ達を率いて番組乗っ取りを企み、他のパチボットも復活して大挙してとある小屋を襲撃した。また、同話で第22話以降の彼の行動が明らかとなった。以前経営していたパチもんランドは手抜き工事が原因で営業停止になり、その後はラーメン屋を始めるもメニューがピザだけで評判にならず、宅配業をやっても届け先を全部間違えクビになり、動物園でもぬいぐるみとピザしか入れなかった為客が来ずと自業自得で痛い目に遭っているが、本人は「何が間違っていたんだろう」と自身の過ちに気付いていない。
DVD-BOXの発売に際し、特典の1つとしてパチボットのペーパークラフトも付属しており、顔が開く仕掛けも忠実に再現されている。
パチアニキ
声 - 伊丸岡篤
パチボットの1人。体色は緑で、頬に傷がある。第17話で上記のパチボットを助けた後、「お前は生きろ」と言い残し、他のパチボットと共にスクラップにされた。
春風 ムラキ（はるかぜ-）
声 - 中務貴幸
くーるじゃぱんからやって来た怪獣のような姿の探偵。一人称は「ボク」で、口癖は「ムキー」。
第15話で依頼人の幸 薄彦（こう うすひこ、声 - 不明）に幸せになる方法を探す事を大量の金の延べ棒を対価に依頼され、世界一幸せな国と言われるネジが島の秘密が書かれているという巻物「ネジが島クロニクル」を求め、ネジが島を訪れた。最終的にネジル達の協力でネジが島クロニクルを入手するも、その内容は「ネジ柱をゆるめてしめる」と繰り返し書かれているだけであり、第18話でその内容を見た影響で精神崩壊を起こしてしまった事が娘のヘイミの口から語られた。
しかし、その後精神が回復したのか、第22話ではテレビ番組でレポーターの仕事をしており、以後普通に登場する。
第35話では失踪したハートフィールド卿を探して欲しいと彼の家族から依頼され、再び探偵としてネジが島へやって来た。同話の終盤でヤミヤミソトホートの軍勢に捕らわれてしまうが、キラキ・ラ・ムーに助けられる。
春風 ヘイミ（はるかぜ-）
声 - 塙愛美
ムラキの娘。尻尾が生えている点以外は人間の姿をしているが、眉毛、尻尾、表情の一部は父似であり、公式サイトでの分類もムラキと同じく人間では無く「その他」である。
第18話ではネジルが小学校に行った際、隣の席になった。放課後、校舎裏にネジルを呼び出すが、その目的は父を精神崩壊させた原因のヘボネジコンビに復讐する為であった。ネジルが小学校に行った理由が学校にあるネジを全て盗む事であり、それを利用して父が調べたネジ倉庫の場所を彼に教え、彼がネジを盗んだ所でそれを告発して復讐を果たした。
第35話で再登場し、父の捜索をチギルに依頼するが、その際に前回のヘボネジコンビへの怒りを露わにし、肉親であるペケチギコンビが詫びる羽目になっている。そして、ピンチになっていた父の所に現れると、正体であるキラキ・ラ・ムーに変身した。但し、第47話によると1度変身すると次に変身出来るまで1万年かかるらしい。
ユート
声 - 内田岳志
ネジルが小学校に行った際に同じクラスにいた、眼鏡をかけた優等生。敬語口調で話す。彼の部屋にはヘイミのフィギュアが置いてある。
第18話のラストシーンで、MCネジーからメロメロネジを貰い、第43話でそれを持ってボキャフェスに参加したが、予選がある事を知らず、不戦敗で予選落ちとなった。

### ゲストキャラクター

#### ヘボットグッズ
第17話で登場したヘボットのグッズ。いずれも実際に市販されている。
第50話ではパチボットをリーダーとし、彼と共に番組乗っ取りを企む。第17話以降ずっと本編に登場していなかった事に不満を持っていた。
ソフビット
声 - ニケライ・ファラナーゼ
ヘボットのソフビ人形。一人称は「ボク」（本性を現すと「オレ」になる）で、語尾に「ビ」と付ける。公式サイトによるとボキャボットの類いだが、一体成型のソフビ人形であるが故に、手足を動かしたりボキャネジを挿す事が出来ない。
ある日ヘボットに弟子入りし、それ以降ヘボットを「DX師匠」と呼び慕い、生活を共にする。生活ではそれまでヘボットが行っていた家事を器用にこなしていた。
実はヘボットに劣等感を抱いており、ヘボットと生活を共にし、ネジルが自分とヘボットの区別が付かなくなったタイミングを狙ってヘボットを始末する事で自分がヘボットに成り代わろうと目論んでいた。目論みは成功し、その後「伝説のボキャネジ『アルティメットドキドキレベルアゲアゲネジ』がある」と騙してヘボットをスクラップ工場に落とした。
その後、工場を脱出したヘボット、パチボットとボキャバトルを行うが、ボキャネジが挿さらずヤケになりヘボットを襲うが、ヘボットに皆にそれぞれのヘボットがいる事を諭され、改心する。
ぬいぐるみボット
声 - 藤井ゆきよ
ヘボットのぬいぐるみ。一人称は「わし」で、語尾に「ぐるみ」と付ける。第17話はラストシーンでガシャボットと共にヘボットを狙っていた。
ガシャボット
声 - 夏生
ヘボットのガシャポンプラモデル。語尾に「ガシャ」と付ける。

#### 没デザイン
没デザインの人々。没デザインであるが故に全員が色が付いていない。
第22話ではマダム天王星が治める「ハッピーカラフル村」という村に住んでおり、彼女に頑張りが認められて色を付けてOKデザインにしてもらう為に彼女の下で働いていたが、当の彼女は色を付ける気は全く無く、彼女のブランドの生産にこき使わされていた為、後にヘボネジコンビと共に反乱を起こした。マダム天王星が去った後は夕子以外は原画に戻り、ネジルにシュレッダーにかけられた。
これにより夕子以外は絶命したと思われたが、第34話でスゴスゴインダーネジが辿り着いた島の住人「ネジトモ」として再登場。
更に第49話の最終決戦でサルスキー以外が黒くなって再登場。ボツキャ美はボキャ美の前に現れ、それ以外は夕子の前に現れ、1人だけ生き残り色が付いた彼女を恨み、彼女に襲い掛かる。後にボツキャ美は土星ババアに倒された。
ネジバーン王子（-おうじ）
声 - 横島亘
ネジルの没デザイン。つなぎを着た中年男性。一人称は「オレ」。
ネジ郎（-ろう）
声 - 新祐樹
ネジルの没デザイン。一人称は「ボク」。
ボツキャ美（-み）
声 - 新井里美
ボキャ美の没デザイン。ネジバーンの妹で12人いて、全員同じ姿をしている。OKデザインとは違い頭にネジは挿さっておらず、ネジルやチギルのようなアホ毛が生えている。一人称は全員「私」。
カスカス魔女（-まじょ）
声 - 尾崎真実
カスリーナの没デザイン。OKデザインとは似ても似つかない禍々しい姿で、ヘボットからは「本物が見たら泣く」と言われていた。
サルスキー
声 - 中務貴幸
DJサルッキーの没デザイン。OKデザインよりも筋肉質で、ヘボットからは「ゴリラ」と呼ばれた。
古井戸 夕子（ふるいど ゆうこ）→ボキャメンテ 夕子（第27話〜）
声 - 藤井ゆきよ
ユーコの没デザイン。生徒会長の女子高校生。一人称は「私」。没デザインの人々の中では唯一原画に戻らず生き残った。
その後は第27話で「ボキャメンテ 夕子」に改名しゴッネジ界に住み込みで案内役として働いている事が判明した。改名後は色が付き、語尾に「メンテ」を付けるようになる。仲間を消したヘボネジコンビを恨んでおり、彼等がゴッネジ界に来た際には復讐がてら案内をした。
モゲドリル星人
夕子がメガネと鬼の角を着けた様な姿の女性。夕子と共に現れる事もある為、恐らく夕子とは別人。語尾に「モゲ」を付ける。第33話では鬼達と共に地球侵略を企んでいた。

#### 謎の島
第34話でスゴスゴインダーネジが辿り着いた謎の島に住む者達。

##### 謎の島の住人
ヘボラーニャ、ネジラーニャ
声 - 井澤詩織（ヘボラーニャ）、田村奈央（ネジラーニャ）
島の美人双子長老。それぞれ、ヘボットとネジルに似ている。
ボキャテリーナ
声 - 新井里美
島に嘗て存在した国の姫。ボキャ美に姿が似ている。一時的に記憶を失ったボキャ美に憑依していた。

##### 伝説の大怪獣
島の3体の伝説の大怪獣。最終的にスゴスゴインダーネジのイインダヨ砲で全員倒された。
ゲソテンプーラ
声 - 中務貴幸
数百年に1度現れるとされる。性別は♂。テンプラにされたイカの様な姿をしている。麺つゆを飛ばして攻撃する。
デスカマキリ
声 - 尾崎真実
数千年に1度現れるとされる。性別は♂と♀の両方。名前の「カマ」は魚の部位の名称（粗を参照）とおかまの事で、カマキリでは無くおかまと魚を合わせた様な姿をしている。目脂を飛ばして攻撃する。
カメバーガー
声 - 横島亘
数万年に1度現れるとされる。性別は♀。カメ子とハンバーガーを合わせた様な姿をしている。オニオンリングを飛ばして攻撃する。

#### その他のゲストキャラクター
ダスッペリアン
声 - 藤井ゆきよ
「養殖ワーム星」という星からやって来た、ミミズの様な姿の地球外生命体。3人おり、それぞれ体色と顔が異なる。会話に訛りがある。
第4話ではネジの月に観光に来ていた所をネジルに侵略者と間違えられてボキャバトルをする。ボキャバトル後はヘボネジコンビが出したエトネジコンボに泣きながら感動し、お礼に彼にゴーヤチャンプルーを渡し 宇宙船のバスに乗って帰り、その際にネジルの誤解も解けた。
第10話で再登場。土星に観光バスを停めていた所を土星ババアにバスを奪われ、ヘボネジコンビに助けを求めた。
第17話でも再登場。ヘボット、ソフビット、パチボットのボキャバトルを観戦していた。パチボットの意味不明な言葉を理解出来るらしく、それを聞いて爆笑していた。
ゴーヤット
声 - 夏生
第4話でダスッペリアンが連れていた、名前の通りゴーヤのような姿のボキャボット。ボキャバトルではイロコンボを出したが、スカイラビットから借りたウサウサネジを使ったヘボットのエトネジコンボに敗北した。
ボキャの壁（-かべ）
声 - 内田岳志
第6話で開催されたボキャバトルレースで関門となる存在。モアイのような姿をしている。進もうとする者を阻み、出題するボキャネジを使ったミッションをクリアすると道を開ける。全部で99体で額に番号が付いている。それぞれDXヘボットのミッションモードに出題されるミッションに対応している。
終盤で全員が「7時20分だよ！全員集合！」と言って合体し、最後の壁EXとなり、以降はこの状態で登場する。最後はカットビヘボットによって消滅させられた。
しかし、第38話で再登場。駄キャラに紛れて主人公の座を狙っていた。第49話の最終決戦では黒くなって立ちはだかり、土星ババア（サートゥルヌス）と対峙する。
ボキャナ
声 - 尾崎真美
第18話でネジルが小学校に行った際、同じクラスにいたボキャボットの少女。
大羅武 勇（おおらぶ ゆう）
声 - 青山穣
オラオラ温泉ホテルの支配人。岡美の恋人。一人称は「俺」で、語尾に「〜シクヨロ」と付ける。音楽ユニット「オラブユー」の元メンバーで、その頃のヒット曲は「小さな秋デストロイ」。
岡美に好意を寄せていたが、彼女に素直な気持ちを伝えられず、愛情の裏返しで意地悪ばかりしていたが、チャラブレッドに諭され和解する事が出来た。
若 岡美（わか おかみ）
声 - 藤井ゆきよ
江戸からやって来た、チマチマ館の女将。勇の恋人。一人称は「私」「あたし」。勇の事を「勇ちゃん」と呼ぶ。
性格は寂しがり屋。特技は声真似。
第33話でデンタウロスの虫歯を直す時にチマチマチ子と共に再登場し、彼女のチマチマネジの力でヘボット達を小さくした。
流れ星 たきうえ&ちゅうえい（ながれぼし-）
声 - 流れ星（瀧上伸一郎、ちゅうえい）
本作品の宣伝大使を務めており、アニメにも第25話でゲスト出演を果たした。
W1GPに出場する為にくーるじゃぱんからやってきた最強のお笑いコンビ。ツル太郎を弟子に取る事になる。自称「くーるじゃぱんの大スター」であるが、出場の動機は「故郷では『イマイチ突き抜けられないあと一歩の芸人』のままここまで来てしまったが、小さな島国のコンテストなら楽勝だろう」というある意味切ない下心であった。しかし現実は甘くなく、文化の違いで笑いを取れず予選落ちとなり、ショックで全身真っ白になる程落ち込んでしまった。その後、ツル太郎の𠮟咤で「このままじゃ終われない」と奮起し、ヘボネジコンビと共に特訓を重ねてコンテストの審査員だったペケチギコンビに挑戦し、見事爆笑させてリベンジを果たす。
以降の話ではセリフが無いモブとして登場している。
ロク・ヒロミ
声 - 内田夕夜
W1GPの審査員の1人を務めたスター。ハナクルーに似た姿をしている。ネジルによると、スタスタネジを持っている。
いもチンプリンス
声 - 藤井ゆきよ
いもチンのパッケージに描かれている、コック帽を被ったマイナスネジのような姿のキャラクター。本人は第26話にて登場。
いもチン王国の王子。一人称は「チン」で、語尾に「〜ゾヨ」を付ける。食べると何かを閃くいもチンを体内で生成出来る。
いもチン王家の習わしとして、世界で最もいもチンを食べている者「いもチニスト」に特別ないもチンをご馳走する為に、いもチニストに選ばれたヘボットの所へやって来た。
終盤でいもチンを独占したいペケチギコンビに捕らわれてしまうものの、ボキャバトルでヘボネジコンビをかなり贔屓して彼らを勝利に導いた（その際、ペケチギコンビからは文句を言われていたが、圧力をかけて圧倒している）。解放された後はいもチン王国へ帰って行った。
第32話では彼の色違いのような人々がいもチン工場の見張りをしていた。
鬼（おに）
声 - 辻親八
ゴッネジ界で働く鬼達。
第43話では突如やって来たナグリに「稽古つけたる」と言われて全員ボコボコにされて筋肉痛になった。
キスメカ
声 - 内田夕夜
ゴッネジ界で働くロボット達。人間の顔にキャタピラを付けた様な姿をしている。相手にキスをして攻撃する。
第27話ではゴッネジ界の試験の1つに登場し、第37話ではゴッドネジの命令でゴッネジ界の外に飛び出し、ハッカネズミ達を追い掛けた。
Dr.ネジリー（ドクター-）
ロボキャボットを制作した天才科学者。一人称は「ワシ」。妄想で老人になったネジルと姿が同じで、ヘボットからも「こいつネジルヘボ？」と言われていたが、本人は「違う」と否定している。
当初はロボキャボット達と同じくゲーム内の存在であったが、ヤミヤミネジの力で現実世界に飛び出した。最終的にヤミ雄に取り込まれてしまうが、彼がダークネジルに撃退された後は分離した。
ダークネジル
声 - 田村奈央
ネジルをそのまま紫にした様な姿をした謎の存在。一人称、語尾はネジルと同じ。第31話終盤に突如現れて一瞬でヤミ雄を撃退し、ネジルに戦いを挑んで来るが、その後仲良くなり、同話のラストシーンではネジルと一緒に茶を飲んで会話している。その際に彼に「ダクネジ氏」と呼ばれていた。
警備ロボ（けいび-）
声 - 不明
Dr.ネジリーの研究所を警備するロボット達。天辺にパトライトが付いたヘルメットを被っている。ヘボットの屁を察知し沢山現れ、ヘボネジコンビを追いかけたが逃げられた。
キルボア・ハートフィールド卿（-きょう）
声 - 青山譲
オカルト本やネジのコレクターとして有名な富豪。ガラハゲをそのまま白くしたような姿をしている。一人称は「ワタシ」で、語尾に「ココロ」を付ける。
ある日、謎の書「ネジレノミコン」をオークションで手に入れてから様子がおかしくなり、家族の所から失踪した。
美女
声 - 新井里美
第36話でダガシープが惚れた女性。A〜Cの3人が現れたが、いずれも彼のプロポーズを断った。
テキーダ
声 - 横島亘
ダガシープの屋台の隣で「食べてイチコロハブーダ」という屋台を営んでいたボキャボット。一人称は「アチキ」で、語尾に「テキ」「〜アリンス」を付ける。
自分の屋台に客が来ず、それをダガシープのせいだと思っているが、作る料理は不味いので恐らくそれが原因と思われる。
子供にお金ジを渡して自分の料理を美味いと言わせて、ダガシープの屋台の客を自分の屋台に呼び込もうとするが、ダガシープの料理の匂いで客を連れ戻されてしまい、彼に「料理人なら料理の腕で勝負しやがれ」と言われ、退散した。
その後、ダガシープが惚れていたボキャ美を捕まえ、彼女を返して欲しければ屋台を閉めろと彼を脅すが、彼はそれを拒否した為ボキャバトルで決着をつける事にする。自身はフリフリット、シャレシャーレ、ミズミズキも捕まえて彼らのネジを使いハイパーコンボを出し、ダガシープはエトネジコンボを出した為勝利を確信したが、自身のレベルが2だった故にレベル34のヘボットにレベル負けしてしまった。
敗北後は屋台ロボに乗り込んで攻撃しようとしたが、ヘボシープに屋台ロボを爆破され吹き飛ばされた。その後は改心したが、自分の間違いを正してくれたダガシープに惚れて彼の所にプロポーズに来た。
第39話で1シーンだけモブキャラクターとして登場。相変わらずダガシープに惚れており、彼にくっ付いている。
屋台ロボ（やたい-）
声 - 手塚ヒロミチ
テキーダが自分の屋台を改造して作ったロボット。ヘボシープに料理を食べさせられ、その美味さに食べるのを止められなくなり、食べ過ぎで腹が膨れ上がり爆発した。
エージェントグリズリー
声 - 不明
ネット空間を守るセキュリティエージェント。
フナムシ・ペイジ郎（-ろう）
声 - 内田夕夜
頭部がフナムシの男性。第40話でヘボネジコンビの裁判の際に現れ、彼らを弁護した。本人曰く、「通りすがりのおせっかい」。
モミ村 タマ子（モミむら タマこ）
声 - たかはし智秋
頭部が卵の女性。第40話でヘボネジコンビの裁判の際に現れた。
ウラミジーヌ・ヘボコフ
声 - 新井里美
異星人の女性。一人称は「私」。嘗てナグリに自らの母船艦隊を壊滅され、母星まで亡きものにされ、恨みを晴らすべく第43話でボキャフェスに参加する。その後、対戦相手のチギルに求婚を申し込む。
第47話ではイボンヌと共に1シーンのみ再登場している。
3Dプリンター
声 - 伊丸岡篤
第46話に登場。ユーコと夏男が経営するボキャネジ工場に置かれている3Dプリンター。四角い頭に人型の体をしている。尻のネジを回すと起動し、ボキャネジをコピーする際は奇声を発する。
鬼瓦 魔血世 先生（おにがわら まっちょ せんせい）
声 - 黒田崇矢
第48話に登場。ゴッネジ界のライブラリから再生した小学校の先生。遅刻の番人で、第18話以降からネジルをずっと待っていた。口からビームを吐いて攻撃し、新ボキャネジカルテットの前に立ちはだかるが、ネジ拳での激闘の末倒された。

### ボキャネジの主
ボキャネジを生み出すボキャボット。生み出すボキャネジには自らの姿が描かれている。ボキャネジの番号順に記述する。名称不明の者は「〜ネジの主」と記述する。
「〜ネジの主」は公式サイトでの表記で、アニメでは「〜ネジの○○（主の名前）」「〜ネジのボキャボット」と呼ぶ。なお、「主」の読みはBN Pictures版の公式サイトでは「ぬし」、名古屋テレビ（メ〜テレ）版の公式サイトでは「あるじ」となっている。
ナガナガ丸（-まる）
声 - 伊丸岡篤
NO.1:ナガナガネジの主。忍者の様な姿をしており、首から巻き尺が出ている。一人称は「拙者」で、語尾に「ナガ」を付ける。ナガナガネジの能力に反して気が短い。
初登場の第4話ではネジの木の成長に悩んでいたヘボネジコンビの所に現れ、ナガナガネジの力でネジの木を成長させた。
実はヘボネジコンビを監視する為に派遣されたネジが島王宮のスパイをしていたであり、第4話（第4話以前にもヘボネジコンビを監視している描写はあった）での行動もスパイ活動の一環であった模様。
フエール
声 - 松重慎
NO.2:フエフエネジの主。ホイッスルを咥えたピエロの様な姿をしている。一人称は「ミー」。ギャクランとは親友同士だが、時として彼に対して友情以上の感情を抱く。妄想の世界で女装する事がある。
初登場の第7話ではする度にフエフエネジが口から出るしゃっくりが止まらなくなり、ギャクランと共にヘボネジコンビに相談しに来た。その後、ギャクランが出したギャクギャクネジを飲み込んだ事で、しゃっくりする度にフエフエネジが減るようになった。
コワコワット夏男（なつお）→コワコワット冬彦（ふゆひこ）（第13話〜）→コワコワット春樹（はるき）（第23話〜）→コワコワット梅雨男（つゆお）（第35話〜）
声 - 内田岳志
NO.3:コワコワネジの主。頭にドリルの様な角を生やし金棒を持った、鬼の様な姿をしている。ネジ会社の社長でユーコの恋人。季節によって下の名前が変わる。第46話で夏男に戻る。
初登場の第3話では海水を浴びたせいで錆びてしまい寝込んでいたが、ヘボネジコンビの活躍で治った。以降の話ではユーコにソルジャーボットに叩き付けられたり、ヴィーテ姫に投げ付けられたりとかなり酷い扱いを受けている。
ネバネバット
声 - 寺島愛
NO.4:ネバネバネジの主。スライムを体に纏ったダイバーの様な姿をしている。「ネバギバ」が口癖で、語尾に「ネバ」を付ける。
ボキャ美ボーイズの1人で、会員番号5番。3年前からネジが島王宮でアルバイトをしている。ボキャ美にヘボットを諦めてもらうために、ズラズーラ、スケスケッティと共にボキャバトルでネジルに協力した。
ズラズーラ
声 - 峰かずこ
NO.5:ズラズラネジの主。背広を着て、かつらをつけたり持ったりしている。語尾に「ズラ」を付ける。ボキャ美ボーイズの1人で、会員番号27番。
キャプテン・ロリー
声 - 内田夕夜
第43話でのズラズーラ。ウラミジーヌの相棒。
スケスケッティ
声 - 宮本茉奈
NO.6:スケスケネジの主。ベールを被った骸骨の様な姿をしている。語尾に「スケ」を付ける。ボキャ美ボーイズの1人で、会員番号1番。以上の3人は何らかの方法（恐らくフエフエネジの使用）で大挙して登場する事もある。
ヒエヒエール
声 - 松重慎
NO.7:ヒエヒエネジの主。冷蔵庫の様な姿をしており、寒いギャグが得意。語尾に「ヒエ」を付ける。
第12話でモエカストリオと「影うす同盟」を組んだ1人。その後、彼らにお払い箱にされた為、他の同盟者と共に彼らに報復を行った。
ジャー・モジモジ
声 - 水中雅章
NO.8:モジモジネジの主。電気ポットの様な姿をしており、よくモジモジしている。語尾に「モジ」を付ける。プラグの様な尻尾をボキャボットの写真のスイッチンに刺す事で、そのボキャボットのスイッチンを腫れさせる事が出来る。直すにはモジモジネジを使ったコンボを出すしかない。
第12話ではモエカストリオと影うす同盟を組み、前述の能力を使いヘボットのスイッチンを腫れさせた。
第14話で再登場。コソコソットと共に船に乗っていた所をサバサバイバルに襲われて最終的に無人島に飛ばされてコソコソットと彼と共に無人島生活をしていた。サバサバイバルがヘボセンチョウに撃退された後は通勤ラッシュも格差も無い無人島を気に入り、コソコソットと共に無人島に残って生活する事にした。
コソコソット
声 - 中務貴幸
NO.9:コソコソネジの主。何時も段ボールを被っている。語尾に「コソコソ」を付ける。
第12話ではモエカストリオと影うす同盟を組む。久々に登場した第32話ではポリドロヘボに段ボールを盗まれてしまうが、同話のラストで彼に好意を抱いた。
ノリノリだーいロボ
声 - 中務貴幸
NO.10:ノリノリネジの主。カーニバルの衣装を着けている。ノリオの相棒。「悪ノリビーム」と呼ばれる、浴びせた者のテンションを異常な程上げるビームを出す事が出来、第8話でノリオがジルに勝利した際に放った。ノリオによると、嘗てジルとのボキャバトルでの敗北後、それによるストレスでノリノリネジを産み出せなくなったらしい。
メラメラット
声 - 井上和彦
NO.11:メラメラネジの主。リンボーダンサーの様な姿をしており、どこでも火を起こせる。その能力ゆえに、トグロールとはライバル関係にある。語尾に「メラ」を付ける。
旋面鬼（せんめんき）
声 - 手塚ヒロミチ
第43話でのメラメラット。旋風鬼とは師弟関係にあるらしく、彼を「兄者」と呼ぶ。
プリプリン
声 - 手塚ヒロミチ
NO.12:プリプリネジの主。魚と漁師を合わせた様な姿をしている。一人称は「プリ」で、語尾に「プリ」を付ける。
第12話でモエカストリオと影うす同盟を組んだ1人だが、プリプリネジがボキャバトルで使われることは無く、公式サイトにも「割と不遇」と表記されている。
デカプリオン
声 - 内田夕夜
NO.13:デカデカネジの主。力士の様な姿をしており、小型ロボットの群衆が担いでいる神輿に乗っている。語尾に「デカ」を付ける。
第13話でマッピラジャと共謀した1人。第41話では刑務所に収監されている姿が確認出来る。
ケツマッカ
声 - 井上和彦
NO.14:ケツケツネジの主。頭と尻がモモの様な形になっている。語尾に「ケツ」を付ける。
第13話でマッピラジャと共謀した1人。第41話では刑務所に収監されている姿が確認出来る。
イケクイーン
声 - 藤井ゆきよ
NO.15:イケイケネジの主。バブリーな衣装を着けた人間の女性の様な姿をしている。語尾に「クイーン」を付ける。
第13話でマッピラジャと共謀した1人。胸についたネジを回して相手を眠らせる事が出来る。音楽を聴くと高台に立って踊ってしまう癖があり、その癖のせいでヘボネジコンビに見付かってしまった。見た目は女性だが髭が生えており、事ある毎に胸のネジを電気シェーバーとして使いトイレで剃っていた事が逮捕後に発覚する。
第41話でヘボネジコンビ、ペケチギコンビが同じ刑務所に入った事で彼らと再会する。この時にはヘボネジコンビが誰か分からない程に髭が伸びており（本人によると胸のネジの電池が切れていた為剃れなかった。）、刑務所一の極悪人と称されていた。ヘボネジコンビ、ペケチギコンビが髭剃りを渡したお礼に彼らの脱獄に協力した。
マジマジP（-ピー）
声 - 手塚ヒロミチ
NO.16:マジマジネジの主。ブラウン管テレビの様な姿をしている。話す時には「マジ」を多用する。第25話でW1GPの司会を務めた。
サバサバイバル
声 - 井上和彦
NO.17:サバサバネジの主。炊飯器のような姿をしており、頭を開くとサバの味噌煮缶が入っている。よくサバの帽子を被っている。無人島に漂着した者を狙う海賊。指名手配されており、賞金額は500ネジ円×5。
第14話でジャー・モジモジとコソコソットの船を襲った際に彼らの船と自分の船が衝突し、彼らと共に無人島まで吹き飛ばされてしまったが、この無人島の周りは潮の流れが速く脱出不可能だったため、脱出はサバサバ諦めて彼らと共に無人島生活をしていた。その後無人島に漂流したヘボット達を罠にかけ網で捕らえ、ハクセンチョウのターボエンジンを使って自分だけ無人島を脱出しようとするが、ネジルにネジ魂を取られた事でバラバラになって網を脱出したヘボセンチョウに吹き飛ばされた。
第35話ではヤミヤミネジに操られた形で再登場。同じく操られたフエールのフエフエネジで増やされたのか、「ダゴン、ダゴン…」と呟きながら大挙して現れた。
チョッキン
声 - 岩﨑桔平
NO.18:チョキチョキネジの主。金色のブタの貯金箱の様な姿をしている。第46話でロボドリル、ロボギリと共に登場した。
ノロノロン
声 - 日野由利加
NO.19:ノロノロネジの主。ナマケモノの様な姿をしている。顔の黒丸は口では無く鼻で、口は別にある。ノロノロネジに取り憑いている。
かつてその力でネジが島中を混乱させたが、伝説の勇者に鎮圧され、ノロノロネジごと土星に封印された。しかし、土星ババアが経緯は不明だがノロノロネジをオークションに入札、それをボキャリーマンズが落札、ゲロリーマンに取り憑き、再び混乱を引き起こした。
終盤でゲロリーマンを助けに来たグチリーマンと対峙。ヘボットを騙して彼をノロノロにし、グチリーマンもノロノロにさせようとするが、彼が呪いの力に打ち勝ち、ハイパーコンボのエネジーを喰らい吹き飛ばされ、それまでにばら撒いたノロノロネジの分身も全て破壊された。
その後はヘボネジコンビに封印されたが脱出し、懲りずに呪いを発動させようとするが、彼らにノロノロネジを奪われた。
タマタマット
NO.20:タマタマネジの主。ミラーボールで球乗りをしているゾウの様な姿をしている。本人はボキャバトルの映像と第50話のラストのみに登場している。
謎の老人（なぞのろうじん）
声 - たかはし智秋
NO.21:ボロボロネジの主。ローブで身を包んでおり、中の体は所々損傷して見える。普段は見えないが、歯が6本だけ生えた口がある。
ウラミジーヌは彼を自分の父親だと思っていたが、本人は「違う」と否定している。
ギャクラン
声 - 水中雅章
NO.22:ギャクギャクネジの主。逆さにすると別の顔になる騙し絵の様な顔をしており、一方は普段、もう一方は怒った時の顔。語尾に「の逆の逆さ」を付ける。フエールとは親友同士で、何時も一緒にいる。妄想の世界で学ランになる事がある。
パシャパシャット
声 - 不明
NO.23:パシャパシャネジの主。カメラマンの様な姿をしている。3人おり、それぞれ顔と色が違う。第3話からモブとしてよく登場しているが、公式サイトのキャラクターリストに掲載されたのは第34話の放送後。
須多田 スター（すただ-）
声 - 青山穣
NO.24:スタスタネジの主。頭が星の形をしており、サングラスをかけている。W1GPの審査員の1人を務めた。
十三郎（じゅうさんろう）
声 - 内田岳志
第43話での須多田 スター。世界を股にかけるヒットマン。一人称は「私」で、口癖は「・・・（てんてんてん）」。後ろに立つと「私の後ろに立つな！」と言う。
第2話にも登場した、中年女性に変装したヴィーテ姫（恐らくフィーネに侵食された状態）に1億ネジ円でナグリの襲撃を依頼され、彼女に向けて白いボロボロネジを撃とうとしたが失敗した。なおナグリによるとこの白いボロボロネジには記憶を干渉する力があったらしい。
メロメロス
声 - 内田岳志
NO.25:メロメロネジの主。頭がメロンで、重装歩兵の格好をしている。一人称は「私」。
第21話でモエカストリオの家に落ちて来て、モエルと頭同士でぶつかり、その衝撃で体から出て来たメロメロネジをカスリーナが手に入れた。その後、カスリ姫によってこのメロメロネジはピコピコネジ、ツルツルネジと共にヘボネジコンビの元に集められる。この話では台詞は無い。
第40話で再登場。ヘボネジコンビの裁判の傍聴しに裁判所に急いで向かったが、着いた頃には既に裁判は終わっていた。公式サイトによると、少し時間にルーズな一面があり、傍聴に間に合わなかったのはそれが原因と思われる。
ピココ
声 - 新井里美
NO.26:ピコピコネジの主。ドット絵のゲームキャラクターの様な姿をしており、ピコピコハンマーを持っている。バグったゲームと化した世界を救って欲しいとヘボネジコンビに頼んだ。
津留戸 スベ太郎（つると スベたろう）
声 - 青山穣
NO.27:ツルツルネジの主。ツルの様な姿をしており、ローラースケートを履いている。一人称は「ジブン」で、語尾に「ツル」を付ける。あだ名はツル太郎で、たきうえに付けられた。
芸人志望だが、ネタは何時も滑っている。実家は織物屋で、芸人として一旗上げる為に故郷を飛び出した過去がある。恋人はカメ子。
W1GPに出場しようとしたが、このコンテストはピンでは出場出来なかった為、ネジルの口利きで流れ星に弟子入りする。その後、コンテストで滑ったショックで意気消沈してしまった流れ星を𠮟咤し奮起させた。
流れ星がリベンジを果たしたその後は、自らの滑りをネタとして生かし、成功している。
以降はモブとして登場する。この時はカメ子と登場する事が多い。
オラオライダー
声 - 井上和彦
NO.28:オラオラネジの主。ヘアドライヤーと不良を合わせた様な姿をしている。一人称は「俺」で、語尾に「オラ」を付ける。
オラオラ温泉ホテルのネジ配人で、元オラブユーのメンバー。レベルは69で、チャラブレッドのエトネジコンボをヘボコンボで打ち破る程の実力を持つ。
チマチ マチ子（-こ）
声 - 新井里美
NO.29:チマチマネジの主。ミキサーの様な姿をしている。一人称は「あたし」で、語尾に「チマ」を付ける。江戸からやって来た、ネジ山田温泉チマチマ館のネジ女将。
トキトキング
声 - 横島亘
NO.30:トキトキネジの主。腹部に時計が付いており、両手に槍を持っている。一人称は「ワシ」。
ネジ山田温泉チマチマ館の湯守をしており、トキトキネジを温泉の栓にしていた。第40話で再登場。ヘボネジコンビの裁判で時間を戻し、事件当日に何があったのかを調べた。
トキトキングレートPG（-パーフェクトグレード）
声 - 横島亘
アニメのみに登場する、黒いトキトキネジの主。トキトキングをそのまま黒くした様な姿をしており、トキトキネジの総元締を名乗っている。トキトキングとの関係性は不明。
一人称はトキトキングと同じ「ワシ」で、語尾に「でござ候」を付ける。ネジル、ネジキール卿を「ネジ若」と呼ぶ。
ビリービリーン
声 - 辻親八
NO.31:ビリビリネジの主。雷神の様な姿をしており、ウクレレを携えている。語尾に「ビリ」を付ける。
マダム天王星に協力した1人だが、彼女が行っている悪事に嫌気が差し、同じ境遇のテルテルンと共に彼女を裏切り、カキカキーンに見付かりそうになったヘボネジコンビを助けた後、彼らに助けを求めた。その後、ヘボネジコンビと没デザインの人々の反乱に参加し、テルテルンと共に彼の糸電話でカキカキーンを縛り、カキカキネジを奪い、ヘボネジコンビの勝利に貢献した。
カキカキーン
声 - 日野由利加
NO.32:カキカキネジの主。画家の様な姿をしている。語尾に「カキ」を付ける。
マダム天王星に協力した1人で、ハッピーポイントが貯まった没デザインの人々に色を付ける役割を与えられていた。
テルテルン
声 - 井上和彦
NO.33:テルテルネジの主。てるてる坊主の様な姿をしており、糸電話を持っている。敬語口調で、語尾に「テル」を付ける。
テルテルネジを使うと電話のように遠くの者と会話出来る。マダム天王星に協力した1人。
チョリー・ムカムカ
声 - たかはし智秋
NO.34:ムカムカネジの主。ガングロギャルの様な姿をしている。ギャル語で話し、一人称は「あたし」で、語尾に「フェス」を付ける。愛称はチョリムカ。
グチッターで知り合って付き合っていたバッティに会う為にネジ屋にやって来た。終盤で判明した彼の正体はスチャットで、自分が思っていた人物とはかけ離れていたが、同話のラストで彼と結婚し子供を産んだ。産まれた子供はどう見てもギブさんで、ヘボットからもツッコまれている。
チョリー・マムマム
チョリー・ムカムカの母。ネットで子育てブログを執筆しており、作中ではこのブログのみでの登場。頭は娘と同型。語尾に「マム」を付ける。
ブリブリトニー
声 - 青山穣
NO.35:ブリブリネジの主。便器に乗っている。ぶりっ子。語尾に「ブリ」を付ける。第19話でアイスクリームを食べ過ぎて便意を感じたネジルにその力を使った。
W・C・ポットン卿（ダブリュー・シー・ポットンきょう）
第43話でのブリブリトニー。ナグリに強い恨みを持ち、貴族代表としてボキャフェスに参加する。
魔王バーグ（まおう-、BURG）
声 - 内田岳志
NO.36:バグバグネジの主。上部が欠けたミラーボールの様な形をした体を持つ、虫の様な姿をしている。バグったゲームと化した世界のラスボスとして君臨する。対決後に誰かにゲームで遊んで欲しくて世界をバグらせた事を語り、ヘボネジコンビと和解する。
ムシャ武者（-むしゃ）
声 - 新祐樹
NO.37:ムシャムシャネジの主。鎧武者の様な姿をしている。団子を刺した刀を持っており、偶にその団子を食べる。一人称は「拙者」で、語尾に「でござる」を付ける。ボキャ美ボーイズの1人で、会員番号10番。
旋風鬼（せんぷうき）
第43話でのムシャ武者。旋面鬼とタッグを組んでボキャフェスに参加する。
ニコニコネジの主
NO.38:ニコニコネジの主。笑顔のオレンジ色の球体に棘とキャタピラが付いた様な姿をしている。2人おり、姿は全く同じ。最終話のラストの全員集合のみに登場。
ミズミズキ
声 - 山口智広
NO.39:ミズミズネジの主。細長い胴体と手足を持ち、水を纏っている。語尾に「ミズ」を付ける。第36話でダガシープの屋台に来ていた。同話終盤でテキーダに惚れて彼の所にプロポーズに来た。
フリフリット
声 - 中務貴幸
NO.40:フリフリネジの主。何時もペットボトルに入ったコーラを持っている。語尾に「フリ」を付ける。ゲキアツドラゴンとは一緒にご飯を食べに行く仲であり、第36話で彼に誘われてシャレシャーレ、ミズミズキと共にダガシープの屋台に来ていた。同話終盤でテキーダに惚れて彼の所にプロポーズに来た。
よく みてる
声 - 内田夕夜
NO.41:ナゾナゾネジの主。怪盗の様な姿をしている。一人称は「ナゾ」で、語尾に「ナゾ」を付ける。ネジ拳評論家。
ボコリ・ボコラーレ
声 - 前野智昭
NO.42:シュクシュクネジの主。鼻眼鏡、三角帽子、くす玉を着けている。第43話でボキャフェスに参加した猛者の1人。普段は雪山でイエティ（声 - 不明）と修行している。
シャレシャーレ
声 - 前野智昭
NO.43:シャレシャレネジの主。帽子を被り、サングラスを掛け、スーツを着ている。一人称は「ミー」で、語尾に「シャレ」を付ける。お洒落好きで生活費もそれにかけているので、まともに食べておらず、何時も空腹状態。その為、第36話でゲキアツドラゴンの食事の誘いを受けダガシープの屋台に来ていた。同話終盤でテキーダに惚れて彼の所にプロポーズに来た。
雷筆 ウケル（かみなりふで-）
声 - 井上和彦
NO.44:ポンポンネジの主。ガシャポンの様な姿をしている。語尾に「ポン」を付ける。
ボキャフェスに参加した猛者の1人。普段はくーるじゃぱんに住んでいる。
フニャフニャッチ
声 - 井上和彦
NO.45:フニャフニャネジの主。ひょっとこの面を着けたタコの様な姿をしている。ボキャ美ボーイズの1人で、会員番号9番。寿司とモノボケが好きで、初登場の第15話では寿司屋を開店し、醤油を使ったモノボケをムラキに披露している。
シクシクーナ
声 - 内田岳志
NO.46:シクシクネジの主。歯ブラシの様な姿をしており、入れ歯が入ったコップを持っている。常に泣いている。一人称は「あたし」。ボキャ美ボーイズの1人で、会員番号4949番。
キラキ・ラ・ムー
声 - 塙愛美
NO.47:キラキラネジの主。天使の様な姿をしている。ヘイミの真の姿で、光の使徒。一人称は「私」。
波佐間 ヤミ雄（はざま ヤミお）
声 - 伊丸岡篤
NO.48:ヤミヤミネジの主。骨の様な形の翼が生えた悪魔の様な姿をしている。一人称は「我」で、 「ダークメシア・オメガ」「混沌より生まれし闇の救世主」を自称しているが、実際は邪気眼系の中二病を患っている38歳であり、取り乱した際に一人称が「ボク」となっており、こちらが素の一人称と思われる。
ヤミヤミネジは使った者の願いを叶え、どんな勝負でも勝利を勝ち取る力を持つ。しかし実態はヤミヤミネジを介して使った者の恨み等の負の感情を吸い取り力に変える「ネ人類補完計画」の一環に過ぎなかった。
Dr.ネジリーを取り込み、ネ人類補完計画で貯まった力を解放しギャグな世界をシリアスな世界に変えようとするが、スゴスゴインダーネジによって全て妨害されて失敗した上、ヘボネジコンビに中二病の事を馬鹿にされたため、ボキャバトルを仕掛ける。ヤミヤミネジ3本を使ったコンボのエネジーは対決ステージが壊れる程強力だったが、ネジ王曰く、「ネジ単体より複数のネジを使った方がエネジーは高くなる」らしく、ヘボネジコンビの全て違うネジを使ったコンボに敗北した。
敗北後はヘボネジコンビにヤミヤミの試練を課せようとするが、突如現れたダークネジルに襲撃され、Dr.ネジリーと分離させられた。
ヤミヤミソトホート
声 - 前野智昭
プロトタイプヤミヤミネジの主。ヤミ雄の兄で、姿は弟と瓜二つ。語尾に「アンコク」を付ける。
闇の神のクトゥルほぼゲロに仕える闇の神官で、彼を蘇らせる為に必要なプロトタイプヤミヤミネジをムラキから奪う為にフエール達をヤミヤミネジで操っていた。
プロトタイプヤミヤミネジはヤミヤミネジよりひと回り大きく、使用者は全てを闇の底へ引きずり込まれてしまうと言われている。
H・P・ヘボクラフト
ネジレノミコンの著者。第31話に登場したヤヨが好きになった男性と姿が似ている。ネジ暦1937年に亡くなったとされているが実は生存しており、その正体はヤミヤミソトホートである事が終盤で判明した。
コロコロネジの主
NO.49:コロコロネジの主。コロコロコミックに似た姿をしている。

### 駄キャラ
ストーリーには直接関わらないキャラクター。ストーリーとストーリーの間に挟まって登場したり、背景にいたりする。監督の石平によると、脚本の時点では存在せず、コンテ作業時に足されるらしい。

#### エトボキャボットを倒した勢力
マカロニ・ウエスタン、ペンネ・ワイルド、ニョッキ・ボーイ
声 - 内田夕夜（マカロニ・ウエスタン）、伊丸岡篤（ペンネ・ワイルド）、手塚ヒロミチ（ニョッキ・ボーイ）
カウボーイ風の3人の男性。マカロニ・ウエスタンはマカロニ、ペンネ・ワイルドはペンネを腕に付けている。
ペンネ
ペンネのような姿のキャラクター。マカロニに似ているが、体の断面はギザギザで目はつり上がっている。

##### ヤミヤミネジの使用者と関係者
イルステッド
声 - 和田啓作
ドアの勇者。名前の通り、よく居留守をする。
ネジレイボウ
声 - 横島亘
バケツを頭に被り、雑巾の剣を持った男性。一人称は「オレ」。イルステッドの親友だが彼に何時も居留守を使われているため彼を憎んでおり、ヤミヤミネジの力で彼を倒して自分が新たな勇者になろうとするが、スゴスゴインダーネジに「引き立て役でもいい」と諭されて改心する。
ガラハゲ
声 - 内田岳志
頭が禿げた男性。顔が付いたしゃもじ型の剣、ライスソードを手に入れる。なお、このライスソードは妄想の世界でJKヘボットが持つ事もある。
タルベルト
声 - 井上和彦
頭が樽の男性。自分の頭の中にライスを詰める為に、ガラハゲが手に入れたライスソードをヤミヤミネジを使って奪おうとするが、スゴスゴインダーネジに「ライスが無ければパンを食べればいい」と諭されて改心する。
ヤヨ
声 - 尾崎真実
ビョウの恋人だったが、別の男性が好きになりビョウから離れた。
ビョウ
声 - 内田夕夜
画鋲の男性。一人称は「オレ」。自分から離れたヤヨに逆上しヤミヤミネジの力で自分の針の鼻を伸ばして彼女を突き刺そうとしたが、スゴスゴインダーネジに止められて「恋は星の数だけある」と諭されて改心する。
ウグイスのジョウ
声 - 尾崎真実
第38話に登場。ヤヨに姿が酷似しているが関係性は不明。黒服達に追われていたが、スネーク・オン・ヘアーに助けられる。
黒服
声 - 不明
ウグイスのジョウを追っていた2人の男性。黒い服に黒い帽子を着けている。顔には1人はサングラス、もう1人は鼻眼鏡をかけている。
スネーク・オン・ヘアー
声 - 前野智昭
第38話に登場。へびつかい座のボキャボットを名乗る。第31話でヤヨが好きになった男性に酷似しているが、同一人物かは不明。

#### 複数話に登場する駄キャラ
ボクサーおやじ
声 - 井上和彦
名前の通り、ボクサーの姿をした、眼鏡をかけた中年男性。『ヘボヘボコミック』では「なぞのぽっちゃり」とも記述されている。
たっくん母
声 - 日野由利加
星のような頭部を持つ女性。口から男性（たっくん）が高速回転しながら出たり入ったりしている。
めみ子（-こ）
声 - 尾崎真実
足が異常に長い少女。ドゥビ夫に恋をしている。口癖は「だって、めみ子だもん！！」。登場する度にヘボットから「引っ込め！」と言われる。第48話の最後の解説コーナーでは彼女の口癖を特集した。最終話では虚無ヘボットに対して「ドゥビ夫君が悲しむから宇宙を消しちゃ駄目」と言い放ち、虚無ヘボットのデリートを阻止した。
ドゥビ夫（-お）
声 - 内田夕夜
見た目は美少年だが、実はそれは本体が動かしていたロボットで、本体はマカロニに顔が似たタコ型の緑の宇宙人。第15話では色こそ違うものの、マカロニと瓜二つの姿になっている。
ひげねーさん
声 - 藤井ゆきよ
名前の通り、ヒゲが生えた女性。
スモウレスラー
声 - 不明
力士達。集団で登場する事が多い。
イヤーンガール
声 - 尾崎真実
作中で下ネタが出た際に顔を赤らめながら登場する女性。台詞を言った直後にンーヤイが登場する事がある。
ンーヤイ
声 - 新祐樹
植物のような姿のキャラクターで、イヤーンガールが直前に言った台詞を逆読みする。
ブドウ姉さん
声 - 藤井ゆきよ
名前の通り、ブドウのような髪の女性。
スキおじさん
声 - 辻親八
スキンヘッドに3本のポニーテールが生えたような特徴的な髪型の男性。
イミのない踊りをする人（-おどりをするひと）
声 - 辻親八
両生類の被り物を着けて腹踊りをする男性。
カメ子（-こ）
声 - 内田夕夜
リボンを着けたカメで、ツル太郎の彼女。リボンを着けずに登場する事もある。
バイキング
名前の通り、バイキングの姿をしたキャラクター。石平は自身のTwitterの中で、苦肉の策だったと述べている。
豚肉（ぶたにく）
声 - 内田夕夜
豚肉というより、ブタそのものの姿をしたキャラクター。
ウシ
声 - 手塚ヒロミチ
2頭身のウシ。
残念天使
声 - 手塚ヒロミチ
少々困り顔の天使。何時もモモを指で突いている。
マーくん
声 - 内田夕夜
太った少年。
北極マンブラック（ほっきょく-）
シロクマがサングラスを掛けた様な姿をしている。
小田（おだ）
赤白帽子を被った小学生。
脂肪吸引器（しぼうきゅういんき）
第6話ではボキャバトルレースの実況席にスペシャルゲストとして登場し、ネジ王を吸引しようとした。第48話で再登場し、黒ネジルを捕獲する為にジルとノリオが使った。
モツナベ
第6話ではレースをリタイアした参加者に自分の中身を分けていた。何故かレースでも入賞した。
ビキニロボット
声 - 不明
名前の通り、ビキニをつけたロボット。
サメ
声 - 内田岳志
ピンクのサメ。
子供
声 - 新井里美
緑色の体色で先が三角形の尻尾が生えた子供。
ジャンダム
声 - 内田岳志
ギブさん
声 - 辻親八
オレンジのアフロヘアーの緑の男性。「ギブ？」が口癖。スチャットとチョリー・ムカムカの息子。
ナマハゲ
声 - 新祐樹
赤と青の2人がおり、秋田犬を連れている事もある。
トマト
トマトに顔と手足がついたキャラクター。
キリン
キリン。「ミャー」が口癖。
ポペップ
声 - 藤井ゆきよ
丸い体に尻尾を持つ。ストーリーとストーリーの間に「ポペップ」と言いながら現れる。この「ポペップ」は第43話の最後ではヘボワードの1つとして紹介された。
お前は誰だマン（おまえはだれ-）
声 - 内田岳志
おはぎを持った中年男性。
赤いやつ
声 - 不明
タコのような姿をしている。「コケコッコー」と言って登場する。
天丼（てんどん）
叫ぶマン
声 - 内田岳志
登場する度に叫ぶ、長髪の男性。
スカイフィッシュ
声 - 尾崎真実
トビウオの様な姿のキャラクター。
モジャモジャ
声 - 中務貴幸
毛むくじゃらの球体。登場する度に「コンニチハー」と挨拶をする。
イボンヌ
声 - 山岡ゆり
第44話で映画に出演していた女性。

#### 1話のみに登場する駄キャラ
第4話
モグラーマン
声 - 内田岳志
ラストシーンに登場。地底人の王。名前に反して魚のような姿をしている。地底に迷い込んだヘボネジコンビを倒そうとしていた。
第5話
汚物
声 - 不明
マッチ棒（-ぼう）
声 - 不明
第6話
ジロー（第6話）
声 - 内田岳志
頭部がウマの男性。第47話にも同名のキャラクターが登場するが、無関係。
クリサたん
声 - 内田岳志
クリの様な姿の女性。
トミー副部長
声 - 不明
味コッコ
声 - 山岡ゆり
オーシャン原さん
声 - 手塚ヒロミチ
クッキングバカ
声 - 内田岳志
ジャガイモ
第6話でレース会場にニョッキ・ボーイが落としたジャガイモ。そのまま転がってレースで優勝し、賞品のモジモジネジを挿された。
その後はモジモジネジが挿さったまま八百屋で売られており、それを発見したネジルに買い取られ、ネジルはモジモジネジを手に入れる。
第7話
サム
声 - 不明
監督（カントク）
声 - 不明
ケンタウロス
声 - 内田岳志
いて座の様な姿をしている。フエールのしゃっくりの影響で矢がフエフエネジになった。
第9話
ボールさん
シャンプー太郎
目玉焼き夫
第10話
暴れ馬（あばれうま）
ウマでは無く水色の入れ歯のような姿をしている。
第12話
まりこ
声 - 林摩理子
紫の女性。
第20話
たまご
頭部が卵の男性。アバンに登場したが、途中で殻が割れて中身が出て死亡してしまった。
ごはん
頭部がご飯が入った茶碗の男性。アバンに登場したが、途中でたまごの中身が頭に乗り、たまごかけごはんになった。
えっくん
声 - 内田岳志
たまごの息子。父と同じく頭部が卵。
いもチン
声 - 不明
第21話
くじら
声 - 辻親八
小オニ
声 - 不明
3人登場。
紙ヒコーキ
声 - 不明
敵に追われていたが、バーグのネジ回しで敵が倒され、命拾いした。
第25話
たっくん
声 - 山岡ゆり
第27話
ぼくちん
声 - 山岡ゆり
パパ
声 - 内田夕夜
ママ
声 - 藤井ゆきよ
第29話
段取り無視虫（だんどりむしむし）
異形の姿の虫。ナレーションによると、抜け落ちた鼻毛からワープして来るらしい。
第31話
シイラ
金田（かねだ）
第33話
チリョー
声 - 内田岳志
ストレス
声 - 内田岳志
ナビィ
声 - 磯部莉菜子
ゼルダの伝説 時のオカリナに登場した妖精。
ハドソン
声 - 内田岳志
ビショップ
声 - 内田岳志
第34話
マグロ
声 - 横島亘
スゴスゴインダーネジが捕まえたマグロ。
ボディービルダー
声 - 横島亘
第40話
ハシビロコウ
声 - 青山穣
第41話
シュモクザメ
第42話
ハードボイルド
声 - 不明
ヒヨコ。AとBの2匹が登場している。
第44話
UFO
声 - 内田岳志
第45話
ボキャボット仙人
声 - 不明
第46話
うさぎ
声 - 新井里美
語尾に「〜コニーニョ」を付ける。第46話ではネジ王がネジに音声を吹き込んでいたが、実際に販売されているボキャネジの音声を吹き込んでいるのは違う人物である事を視聴者に伝えた。
番組公式Twitterによると、このキャラクターと作中でネジルが作ったオリジナルネジのデザインは、ネジル役の田村がインターネットラジオ番組『ゆうちゃのゆう遊自的ラジオ』の企画で作った飴細工を参考にしている（前者はウサギ、後者はイルカの飴細工。）。
チーター

### ロボキャボット
ゲーム版の敵キャラクター。姿のモチーフは道具（大半は工具）で、名前は「ロボ○○（姿のモチーフ）」で統一されている。後にアニメにも第31話で登場した。以下はアニメにおける活躍を記述する。
Dr.ネジリーに作られた存在で、ヤミヤミネジの力でゲームから飛び出して来た。滑舌は悪いものの、ヘボットがギャクギャクネジを挿すと流暢な喋りに聞こえるようになる。彼らは今までゲームにしか出ていない故に、主人公なので何をしてもアニメに出られるヘボネジコンビを妬んでいたが、この話に登場した事でアニメに出たいという夢が実質叶い、満足してゲームの世界へ帰って行った。
第38話放送後の公式サイトの更新でボキャボットに分類される事が判明した。
第46話ではロボドリルとロボギリがチョッキンと共に登場している。
ロボチェーン
声 - 新祐樹
頭と手足がチェーンソーになっている。一人称は「オレ」。最初に顔見せで登場した。
ロボドリル
声 - 内田夕夜（第31話）、秋場健助（第46話）
頭と手にドリルが生えている。一人称は「ドリ」で、語尾に「ドリ」を付ける。ヘボットとゲーム版のボキャバトルを行うが敗北し、彼に石のベーゴマを渡した。
ロボクギ
声 - 新祐樹
釘に手が生えた様な姿をしている。研究所の開かずの間にいたが、天上から落ちて来たモエカストリオに踏み潰され、床に打ち込まれ、その場所に転送装置が現れた。
ロボカッター
声 - 内田岳志
頭と手足がカッターナイフになっている。研究所の下がマグマに満たされた部屋の橋の上にいたが、転送室の転送装置で橋の向こう側に転送されたモエルに斧で橋を壊され、マグマへ落下し沈んだ。
ロボギリ
声 - 横島亘（第31話）、古宇田有砂（第46話）
円形のカッターを腰辺りで回している。語尾に「ギリ」を付ける。ペケチギコンビを檻に閉じ込めた上に、ヘボットにボキャバトル鉛筆を使った勝負を仕掛けて勝利する。しかしその後、ロボジャクに勝利して渡された絶対に勝てる鉛筆を使ったヘボットに敗北し、彼にトランプを渡し、義理でペケチギコンビも開放した。
ロボジャク
声 - 新祐樹
巻き尺を頭に2つ付け、尻からも巻き尺が尻尾の様に出た姿をしている。ヘボネジコンビにベーゴマ勝負を仕掛けるが、ロボドリルに渡されたベーゴマを使ったヘボネジコンビに敗北し、彼らに絶対に勝てるボキャバトル鉛筆を渡した。
ロボヌキ
声 - 新祐樹
栓抜きに手足が生えた様な姿をしている。ロボギリに渡されたトランプを使ったヘボットに敗北した。セリフはその際に吐いた「負けたー」のみ。
ロボシザー
声 - 手塚ヒロミチ
はさみを人型に組み合わせた様な姿をしている。何故自分達に恨まれているのか分からないヘボネジコンビに「それはお前達が主人公だからだ」と答えた。
ロボヅチ
声 - 内田夕夜
槌の様な姿をしている。語尾に「ヅチ」を付ける。ヘボネジコンビが主人公であるが故に何をしてもアニメに出られる事を嘆いた。
ロボケツ
声 - 尾崎真実
バケツに手足が生えた様な姿をしており、顔は内側にある。一人称は「オレ」。自分達が脇役どころかアニメにさえも出られない事をヘボネジコンビに嘆いた。
ロボドラ
声 - 手塚ヒロミチ
ドライバーの様な姿をしている。語尾に「ドラ」を付ける。アニメに出られた事を喜んだ。
ロボリキ
声 - 内田岳志
万力の様な姿をしている。語尾に「リキ」を付ける。
ロボペン
声 - 手塚ヒロミチ
ペンチの様な姿をしている。語尾に「ペン」を付ける。
ロボカンナ
声 - 新祐樹
鉋の様な姿をしている。ロボレンチと共にゲームの世界に帰る様子が見られる。
ロボレンチ
声 - 内田岳志
レンチとカニを合わせた様な姿をしている。

#### エクストリームチャンピオンシップのみに登場
ロボコテ、ロボクリーン以外はアニメには未登場。
ロボコテ（ROBO KOTE）
声 - 内田岳志
頭部と右手がはんだごてになっている。ゲーム風の登場デモで少しだけ姿を現し、「ロボコテ」と言ったのみ。
ロボクリーン
声 - 不明
箒を人型に組み合わせた様な姿をしている。自分達の扱いが理不尽だと嘆いた。
ロボスコップ
スコップのような姿をしている。
ロボステプラー
ステープラーとワニを合わせた様な姿をしている。
ロボテープ
セロハンテープの様な姿をしている。
ロボノリ
糊を組み合わせた姿をしており、体と手は水糊、足はテープ糊になっている。
ロボバク
時限爆弾の様な姿をしている。
ロボピッケ
ピッケルと鳥を合わせた様な姿をしている。

## 用語

### ボキャボット
自分だけのボキャネジを持つロボット。ボキャネジを産み出せる個体と、ヘボットやエトボキャボット等、ボキャネジが挿さっているものの産み出せない個体に分類される。ロボットだが飲食したり子供を産めたりと生態は人間に近く、人間とは共存関係にある。
ボキャネジ
ボキャボットから産み出されるネジ。パーティ（赤）、インテリ（青）、インパクト（緑）、シュール（黄）の4種の属性、四角、三角、丸の3種の形、ノーマル、レア、S（サイコー）レアの3段階のレア度が存在する。内部にはボキャワードと呼ばれるワード（ギャグ）が3つ封印されており、ボキャボットに挿す事でこれを聞ける。
| NO.              | 名前                      | 属性       | 形             | 能力                                                        | 主                  |
| 第1弾            | 第1弾                     | 第1弾      | 第1弾          | 第1弾                                                       | 第1弾               |
| ---------------- | ------------------------- | ---------- | -------------- | ----------------------------------------------------------- | ------------------- |
| 1                | ナガナガネジ              | インパクト | 四角           | 長さを伸ばす （但し1度使うと中々止まらない）                | ナガナガ丸          |
| 2                | フエフエネジ              | インパクト | 丸             | 増殖                                                        | フエール            |
| 3                | コワコワネジ              | インパクト | 三角           | 見た目を怖くさせる                                          | コワコワット 夏男   |
| 4                | ネバネバネジ              | シュール   | 四角           | 不明                                                        | ネバネバット        |
| 5                | ズラズラネジ              | シュール   | 丸             | 頭を禿げさせる                                              | ズラズーラ          |
| 6                | スケスケネジ*             | シュール   | 三角           | 透明にする、心を見通す                                      | スケスケッティ      |
| 7                | ヒエヒエネジ              | インテリ   | 四角           | 冷凍                                                        | ヒエヒエール        |
| 8                | モジモジネジ*             | インテリ   | 丸             | 不明                                                        | ジャー・モジモジ    |
| 9                | コソコソネジ              | インテリ   | 三角           | 隠す                                                        | コソコソット        |
| 10               | ノリノリネジ**            | パーティ   | 四角           | テンションを上げる                                          | ノリノリだーいロボ  |
| 11               | メラメラネジ              | パーティ   | 丸             | 炎を操る                                                    | メラメラット        |
| 12               | プリプリネジ              | パーティ   | 三角           | 不明                                                        | プリプリン          |
| 第2弾            |                           |            |                |                                                             |                     |
| 13               | デカデカネジ              | パーティ   | 四角           | 巨大化                                                      | デカプリオン        |
| 14               | ケツケツネジ              | パーティ   | 丸             | 不明                                                        | ケツマッカ          |
| 15               | イケイケネジ              | パーティ   | 三角           | テンションを上げる                                          | イケクイーン        |
| 16               | マジマジネジ*             | インテリ   | 四角           | 不明                                                        | マジマジP           |
| 17               | サバサバネジ              | インテリ   | 丸             | 不明                                                        | サバサバイバル      |
| 18               | チョキチョキネジ          | インテリ   | 三角           | 不明                                                        | チョッキン          |
| 19               | ノロノロネジ              | シュール   | 四角           | 動きを鈍くする                                              | ノロノロン          |
| 20               | タマタマネジ**            | シュール   | 丸             | ノロノロネジの力を打ち消す                                  | タマタマット        |
| 21               | ボロボロネジ              | シュール   | 三角           | ボロボロにする                                              | 謎の老人            |
| 22               | ギャクギャクネジ          | インパクト | 四角           | 物事を反転させる                                            | ギャクラン          |
| 23               | パシャパシャネジ          | インパクト | 丸             | 映像投影                                                    | パシャパシャット    |
| 24               | スタスタネジ*             | インパクト | 三角           | 所有者をスターにする                                        | 須多田 スター       |
| 第3弾            |                           |            |                |                                                             |                     |
| 25               | メロメロネジ*             | シュール   | 四角           | 不明                                                        | メロメロス          |
| 26               | ピコピコネジ              | シュール   | 丸             | ゲームをプレイ出来る （世界そのものをゲームにする事も可能） | ピココ              |
| 27               | ツルツルネジ              | シュール   | 三角           | 不明                                                        | 津留戸 スベ太郎     |
| 28               | オラオラネジ              | インテリ   | 四角           | 不明                                                        | オラオライダー      |
| 29               | チマチマネジ              | インテリ   | 丸             | 縮小化                                                      | チマチ マチ子       |
| 30               | トキトキネジ**            | インテリ   | 三角           | 時間を操る                                                  | トキトキング        |
| 31               | ビリビリネジ              | パーティ   | 四角           | 電気を操る                                                  | ビリービリーン      |
| 32               | カキカキネジ*             | パーティ   | 丸             | 着色                                                        | カキカキーン        |
| 33               | テルテルネジ              | パーティ   | 三角           | 通話                                                        | テルテルン          |
| 34               | ムカムカネジ              | インパクト | 四角           | 不明                                                        | チョリー・ムカムカ  |
| 35               | ブリブリネジ              | インパクト | 丸             | 排泄を促す                                                  | ブリブリトニー      |
| 36               | バグバグネジ              | インパクト | 三角           | バグを引き起こす                                            | 魔王バーグ          |
| 食玩、ガシャポン |                           |            |                |                                                             |                     |
| 37               | ムシャムシャネジ          | シュール   | 四角           | 食物を美味くする                                            | ムシャ武者          |
| 38               | ニコニコネジ              | シュール   | 丸             | 不明                                                        | （名称不明）        |
| 39               | ミズミズネジ              | シュール   | 三角           | 水を操る                                                    | ミズミズキ          |
| 40               | フリフリネジ*             | インパクト | 四角           | 不明                                                        | フリフリット        |
| 41               | ナゾナゾネジ*             | インパクト | 丸             | 不明                                                        | よく みえる         |
| 42               | シュクシュクネジ          | インパクト | 三角           | 不明                                                        | ボコリ・ボコラーレ  |
| 43               | シャレシャレネジ          | パーティ   | 四角           | 不明                                                        | シャレシャーレ      |
| 44               | ポンポンネジ              | パーティ   | 丸             | 不明                                                        | 雷筆 ウケル         |
| 45               | フニャフニャネジ*         | パーティ   | 三角           | 不明                                                        | フニャフニャッチ    |
| 46               | シクシクネジ              | インテリ   | 四角           | 不明                                                        | シクシクーナ        |
| 白いボキャネジ   |                           |            |                |                                                             |                     |
| 47               | キラキラネジ              | 白         | 丸             | 光を操る                                                    | キラキ・ラ・ムー    |
| 48               | ヤミヤミネジ              | 白         | 三角           | ゲームの世界の存在を現実世界に呼び出す、 負の感情を吸収する | 波佐間 ヤミ雄       |
| 49               | コロコロネジ              | 白         | 四角           | 気持ちを変える                                              | （名称不明）        |
| 特殊、エトネジ   |                           |            |                |                                                             |                     |
| 50               | スゴスゴインダーネジ      | 特殊       | -              | スゴスゴインダーネジを参照                                  | -                   |
| 51               | ネズネズネジ              | エトネジ   | マウスパッド   | -                                                           | ハッカネズミ        |
| 52               | ウシウシネジ              | エトネジ   | 入れ歯         | -                                                           | 呉多島 デンタウロス |
| 53               | トラトラネジ              | エトネジ   | ハンドル       | -                                                           | カットビタイガー    |
| 54               | ウサウサネジ              | エトネジ   | 郵便ポスト     | -                                                           | スカイラビット      |
| 55               | タツタツネジ              | エトネジ   | コンロ         | -                                                           | ゲキアツドラゴン    |
| 56               | ヘビヘビネジ              | エトネジ   | トグロ         | -                                                           | トグロール          |
| 57               | ウマウマネジ              | エトネジ   | サドル         | -                                                           | チャラブレッド      |
| 58               | ヒツヒツネジ              | エトネジ   | 綿菓子         | -                                                           | ダガシープ          |
| 59               | サルサルネジ              | エトネジ   | ターンテーブル | -                                                           | DJサルッキー        |
| 60               | ヘボヘボネジ ペケペケネジ | 特殊       | -              | -                                                           | ヘボット ペケット   |
| 61               | トリトリネジ              | エトネジ   | コンパス       | -                                                           | ハクセンチョウ      |
| 62               | イヌイヌネジ              | エトネジ   | シルクハット   | -                                                           | ポリドロケン        |
| 63               | イノイノネジ              | エトネジ   | 工事現場の道具 | -                                                           | ダディボア          |

ボキャバトル
ボキャボット同士が3本（ペケットが行うネジかけは2本）のボキャネジを挿してギャグを披露し、エネジーと呼ばれるポイントを競う競技。勝敗はネジ単体のエネジーだけで無く、特定の組み合わせで発生するコンボも争点となる。
| ランク | コンボ名              | 発動条件（ヘボット）                                                        | 発動条件（ペケット）                                                        |
| ------ | --------------------- | --------------------------------------------------------------------------- | --------------------------------------------------------------------------- |
| 5      | ウルトラコンボ        | 特定のレアネジかSレアネジを 特定の順番通りに挿す                            | Sレアネジ同士を挿す                                                         |
| 4      | ハイパーコンボ        | 特定のネジを特定の順番通りに挿す                                            | 同属性のレアネジ同士を挿す                                                  |
| 3      | エトネジコンボ        | エトネジを1本でも挿す                                                       | エトネジを1本でも挿す                                                       |
| 2      | イロカタチコンボ      | 挿したネジの色が全て同じ（イロコンボ）、 または形が全て同じ（カタチコンボ） | 挿したネジの色が全て同じ（イロコンボ）、 または形が全て同じ（カタチコンボ） |
| 1      | ヘボコンボ ペケコンボ | 5〜2の条件のいずれも満たしていない                                          | 5〜2の条件のいずれも満たしていない                                          |

| コンボ名                       | 1本目                      | 2本目                      | 3本目                      |
| ハイパーコンボ（ヘボット）     | ハイパーコンボ（ヘボット） | ハイパーコンボ（ヘボット） | ハイパーコンボ（ヘボット） |
| ------------------------------ | -------------------------- | -------------------------- | -------------------------- |
| 朝までパーリィ                 | ノリノリネジ               | メラメラネジ               | プリプリネジ               |
| 冷静とモジモジの間             | ヒエヒエネジ               | モジモジネジ               | コソコソネジ               |
| ヘボさまるみえ                 | スケスケネジ               | ズラズラネジ               | ネバネバネジ               |
| 正直者は救われる               | マジマジネジ               | サバサバネジ               | チョキチョキネジ           |
| 男のエルドラド                 | ノロノロネジ               | タマタマネジ               | ボロボロネジ               |
| セレブとライバル               | パシャパシャネジ           | ギャクギャクネジ           | スタスタネジ               |
| 実録！実用24時                 | テルテルネジ               | ビリビリネジ               | カキカキネジ               |
| 一撃必殺ヘボチョップ           | オラオラネジ               | トキトキネジ               | チマチマネジ               |
| おとなもこどももボキャボットも | メロメロネジ               | ツルツルネジ               | ピコピコネジ               |
| まんぷく、フニャリ             | ムシャムシャネジ           | フニャフニャネジ           | シクシクネジ               |
| 水も滴るオシャンティ           | フリフリネジ               | シャレシャレネジ           | ミズミズネジ               |
| 盆と正月がありあまる           | シュクシュクネジ           | ポンポンネジ               | ナゾナゾネジ               |
| ウルトラコンボ（ヘボット）     |                            |                            |                            |
| アゲアゲ夜でナイト             | ノリノリネジ               | スケスケネジ               | モジモジネジ               |
| タマタマスターダムスター       | タマタマネジ               | スタスタネジ               | マジマジネジ               |
| パーフェクトヘボマン           | トキトキネジ               | カキカキネジ               | メロメロネジ               |
| 未来ネ次元図                   | ノリノリネジ               | タマタマネジ               | トキトキネジ               |
| ハイパーコンボ（ペケット）     |                            |                            |                            |
| ヘブンdeランデヴー             | スケスケネジ               | メロメロネジ               | -                          |
| ペケシャイボーイ               | モジモジネジ               | マジマジネジ               | -                          |
| ソコにネジ穴がある限り         | スタスタネジ               | ナゾナゾネジ               | -                          |
| NAI・NAIシンが無い             | カキカキネジ               | フニャフニャネジ           | -                          |
| ウルトラコンボ（ペケット）     |                            |                            |                            |
| ぴったりしたいノリタマゴ       | ノリノリネジ               | タマタマネジ               | -                          |
| ネジ海サイクリング             | ノリノリネジ               | トキトキネジ               | -                          |
| ペケタマSOUL                   | タマタマネジ               | トキトキネジ               | -                          |

ボキャネジ工具箱（-こうぐばこ）
ボキャネジを収納する工具箱。ネジルが腰に付けており、ボキャバトルで対戦者に奪われて中のボキャネジを使われてしまう事もある。ネジが島王宮御用達の代物で、ナグリもピンクの色違いを腰に付けている。
ネジ魂（-タマ）
1年に1度、ゴッドネジから産まれる特別なネジ。これを持つ事が王族の証とされる。ネジルのネジ魂はヘボットの核となっており、彼の体からこれを抜くとバラバラになり、戻さない限り機能停止になる。

### 土地

#### ネジが島
本作品の舞台のネジの形をした島国。
ネジ屋（-や）
ヘボネジコンビのネジ集めの拠点兼住まい。
ネジかけ屋（-や）
ペケチギコンビの拠点兼住まい。ネジ屋の向かいにある。
ネジが島王宮（-しまおうきゅう）
ネジが島国王のジルが住んでいる城。ネジが島の中央にある。ヘボットの屁で巨大なトイレに替えられてしまった事がある。
ネジタウン
ネジが島王宮の城下町。
ゴッドネジ
ネジが島北部の1番高い山に挿さっている巨大なネジ。第27話で元は宇宙から飛来した存在で、落ちた影響でネジが島が誕生した事、全てのボキャボットはここで生まれ育った事が判明した。第48話でネジ柱と共に次元ネジを封印する役割を持っていた事が判明した。
ネジ柱（-ばしら）
巨大で非常に長いネジ。ネジが島では元旦の朝に国民全員でこれを緩めてから締める風習がある。
オラオラ温泉ホテル、ネジ山田温泉チマチマ館
2つの温泉旅館。この内、チマチマ館はとても小さな旅館で、チマチマネジの力で小さくなる事で入れる。料理も小さく、更にスムージーにされてから出される。
昔からお互い仲良く営んで来た仲だったが、5年前に温泉の出が悪くなり、その後は両勢力が温泉を取り合っていた。最終的に温泉の出が悪くなった原因が岡美の投げたチマチマネジである事が判明し、ネジルがチマチマネジを取り除いた事で温泉の出は元に戻った。
いもチン工場（-こうじょう）
いもチン王国と繋がっている、いもチンを製造している工場。第32話でポリドロヘボ、ボキャ美、ペケチギコンビが狙った。

#### その他の土地
ノリノリヶ島（-がしま）
ネジが島の北東にある島。中央の山には巨大な海苔の缶が挿さっており、島中でワカメ達が踊っている。
くーるじゃぱん
本作品において、日本に相当する国。
いもチン王国（-おうこく）
第26、32話で名前のみ登場した国。いもチンプリンスの故郷。

#### 地球外
ネジの月
本作品における月。スカイラビットの故郷。嘗ては都市が発展していたが、ネジキール卿とソルジャーボットの襲撃により滅んでしまい、現在では更地となっている。

### その他の用語
お金ジ（おかネジ）
ネジが島における通貨。単位は「〜ネジ円」。ネジの形をしており、頭には現実世界の円の硬貨が描かれている。
いもチン
プラスネジの形をしたスナック菓子で、かつて森永製菓が販売していたスナック菓子「スピン」に似ている。ヘボットの好物で、食べると「いもチンオイルでテッカテカ〜!!テッカテカ〜!!」と言う。
バンダイから実際に製品化され、10月に北海道の一部店舗で販売開始し、11月に本格的に全国発売された。
ボキャ美親衛隊（-みしんえいたい）
ボキャ美ボーイズともいう。ボキャ美を愛する者達の集団で、ヘボットに恋をしているボキャ美を皆悲しんでいる。作中に登場したメンバーはボキャボットのみだが、ボキャボット以外のメンバーもいるのかは不明。
W1グランプリ（ワラワン-）
略表記はW1GP。ネジが島の笑いの祭典で、第25話で開催された。マジマジPが実況、ネジ王、ロク・ヒロミ、須多田 スター、ペケチギコンビが審査員を務めた。

### 謎の用語
本編とは異なる所で使用される用語。
ネ人造人間（ネジんぞうにんげん）
謎の存在。「ネ人造人間○○号」というようにそれぞれ番号が付いている模様。
シメール派（-は）、ユルメル主義（-しゅぎ）
謎の2つの派閥。お互い対立している。
アンチネジ軍（-ぐん）
ボキャネジカルテット
次元ネジ（じげん-）
ネジが島に封印された宇宙の理を左右する巨大なネジ。この封印が解かれると強大な捩れによって宇宙が消滅してしまうとされる。

## スタッフ
- 企画・原作・アニメーション制作 - BN Pictures
- 原案 - バンダイ
- 監督 - 石平信司
- シリーズ構成 - 冨岡淳広
- キャラクターデザイン・総作画監督 - 佐野聡彦
- ボキャボットデザイン - 高瀬健一
- サブデザイン - 竹内進二、藤崎真吾
- プロップデザイン - 宮豊
- エトボキャボットデザイン - 今石進、津島直人
- 美術監督 - 川口正明、高大浩
- 美術設定 - 川井憲
- 色彩設計 - 川上善美
- 撮影監督 - 川瀬輝之
- 撮影監修 - 宋賢大
- 編集 - 邊見俊夫
- 音楽 - 大隅知宇
- 音楽プロデューサー - 黒田学
- 音響監督 - 小林克良
- 録音演出 - くぼぞのまりこ
- エグゼクティブプロデューサー - 福嶋更一郎、新村裕、尾崎雅之
- プロデューサー - 楠千恵子、高橋知子、関山晃弘
- アニメーションプロデューサー - 中山浩太郎、牧野公翔
- アニメーション制作協力 - ブリッジ
- 制作 - メ〜テレ、BN Pictures、HEYBOT! PROJECT（BN Pictures、バンダイ、メ〜テレ、アサツー ディ・ケイ、小学館、バンダイナムコエンターテインメント、サンスター文具）

## 主題歌
オープニングテーマ「放課後ねじまきダンス」
作詞 - デストロイはるきち、マイケルTHEドリーム、ノブリル / 作曲・編曲・歌 - ミソッカス（avex trax）
第27話からオープニングアニメの大部分が変更された。
エンディングテーマ「グーチョキパンツの正義さん」（第1 - 26話）
作詞 - 鈴木まなか / 作曲 - 鈴木まなか、サイトウリョースケ / 編曲 - サイトウリョースケ / 歌 - わーすた（iDOL Street）
エンディングテーマ「社会のルール」（第27話 - 50話）
作詞 - ハシヤスメ・アツコ / 作曲 - 松隈ケンタ / 編曲 - SCRAMBLES / 歌 - BiSH（avex trax）
第49話では本編に直結し、続く第50話ではダイジェスト映像が流れエンディングアニメは流れなかった。前者では歌詞は表示されなかったが、後者では表示されている。

## 各話リスト
特番などによる放送休止は以下の通り。
- 2016年11月6日…「第48回全日本大学駅伝」中継のため
- 2017年1月1日…『羽鳥慎一モーニングショー 新春特大スペシャル』のため
- 2017年6月18日…「第117回全米オープンゴルフ」中継のため
- 2017年7月16日…「第72回全米女子オープンゴルフ」中継のため

| 話数   | サブタイトル                       | 脚本     | 絵コンテ | 演出              | 作画監督                                                               | 放送日         |
| ------ | ---------------------------------- | -------- | -------- | ----------------- | ---------------------------------------------------------------------- | -------------- |
| 第1話  | ヘボッとうまれて屁・ボーン！       | 冨岡淳広 | 石平信司 | 伊藤史夫          | 佐藤聡彦 高瀬健一                                                      | 2016年 9月18日 |
| 第2話  | ネジ屋対ボキャリーマンズ！         | 冨岡淳広 | 石平信司 | 鈴木勇士          | 石川恵理 柴田ユウジ 森悦史                                             | 9月25日        |
| 第3話  | コワコワ～、はじめてのコワ話       | 神山修一 | 石平信司 | 藤本義孝          | 藤崎真吾 渡辺奈月 五十内裕輔 中谷友紀子                                | 10月2日        |
| 第4話  | ヘボ流・ネジタネの育て方！         | 久尾歩   | 石平信司 | 清水一伸          | 岡部実 新宮祐介 柳瀬讓二                                               | 10月9日        |
| 第5話  | ヘボット、いなくなったってよ       | 樋口達人 | 石平信司 | 関田修            | 犬塚政彦                                                               | 10月16日       |
| 第6話  | 激走！ボキャバトルレース           | 岡篤志   | 鈴木勇士 | 鈴木勇士          | 石川恵理 山口光紀                                                      | 10月23日       |
| 第7話  | ヘックションでフエフエのヘボ       | 山田健一 | 辻橋綾佳 | 辻橋綾佳          | 遠藤省二 椎葉幹朗 Kim Ki Yeob                                          | 10月30日       |
| 第8話  | 決戦！ノリノリヶ島！               | 久尾歩   | 石平信司 | 藤本義孝          | 藤崎真吾                                                               | 11月13日       |
| 第9話  | ヘボットは赤ちゃんバブ             | 岡篤志   | 伊藤史夫 | 伊藤史夫          | 柴田ユウジ 渡辺健一 吉田肇                                             | 11月20日       |
| 第10話 | 土星は地獄だ！                     | 山田健一 | 石平信司 | 辻橋綾佳 清水一伸 | 柳瀬讓二 袴田裕二 石川恵理 糸島雅彦 中智あすか 犬塚政彦                | 11月27日       |
| 第11話 | 奇怪・呪螺子島                     | 樋口達人 | 渡部穏寛 | 関田修            | 岡部実 新宮祐介 柳瀬讓二                                               | 12月4日        |
| 第12話 | ヘボットのアレがはれた             | 冨岡淳広 | 石平信司 | 北川正人          | 柳瀬讓二 森悦史 糸島雅彦                                               | 12月11日       |
| 第13話 | ジョリポロリ                       | 山田健一 | 石平信司 | 鈴木勇士          | 石川恵理 渡辺健一 八木元喜 吉田肇                                      | 12月18日       |
| 第14話 | ヘボヘボ漂流記!?                   | 久尾歩   | ボブ白旗 | 藤本義孝          | 五十嵐裕輔 渡辺奈月                                                    | 12月25日       |
| 第15話 | ネジが島クロニクルの巻             | 神山修一 | 石平信司 | 辻橋綾佳          | Kim Ki Yeob 遠藤省二 椎葉幹朗                                          | 2017年 1月8日  |
| 第16話 | キケン！ボキャ美のターン           | 神山修一 | 伊藤史夫 | 伊藤史夫          | 犬塚政彦 中智あすか 柴田ユウジ                                         | 1月15日        |
| 第17話 | ネジささる、ゆえにヘボあり         | 樋口達人 | 石平信司 | 高山智也          | 藤崎真吾 渡辺奈月                                                      | 1月22日        |
| 第18話 | ネジル学校に行く                   | 冨岡淳広 | ボブ白旗 | 清水一伸          | 岡部実 渡辺健一 石川恵理                                               | 1月29日        |
| 第19話 | ヨロシク！湯煙ロクンロー           | 神山修一 | 渡部穏寛 | 関田修            | 高橋瑞紀 八木元喜 柳瀬讓二 遠藤省二                                    | 2月5日         |
| 第20話 | ヘボ流・キッチンバトル!?           | 山田健一 | 佐野聡彦 | 藤本義孝          | 藤崎真吾 五十内裕輔                                                    | 2月12日        |
| 第21話 | 時をバグるピコピコ                 | 久尾歩   | 鈴木勇士 | 鈴木勇士          | 渡辺健一 石川恵理 柴田ユウジ 森悦史                                    | 2月19日        |
| 第22話 | ライネジング・サン                 | 樋口達人 | 石平信司 | 美甘義人          | 犬塚政彦 中智あすか 吉田肇                                             | 2月26日        |
| 第23話 | ねらわれたネジ魂                   | 冨岡淳広 | 石平信司 | 伊藤史夫          | 渡辺健一 柳瀬讓二 高橋瑞紀 森悦史                                      | 3月5日         |
| 第24話 | 兄×弟                              | 冨岡淳広 | 石平信司 | 清水一伸          | 石川恵理 岡部実 山口光紀                                               | 3月12日        |
| 第25話 | ツルっとオチた流れ星               | 久尾歩   | 辻橋綾佳 | 辻橋綾佳          | 柴田ユウジ 遠藤省二 吉田肇 八木元喜                                    | 3月19日        |
| 第26話 | プリンス・オブ・いもチン           | 岡篤志   | 北村真咲 | 高山智也          | 藤崎真吾 渡辺奈月                                                      | 3月26日        |
| 第27話 | ヘボット、ペケット 地獄めぐり      | 神山修一 | 渡部穏寛 | 大河原崇          | 菅原浩喜 相原理沙 小川一郎                                             | 4月2日         |
| 第28話 | さらば、愛しのモエカス!            | 樋口達人 | ボブ白旗 | 清島ゆうこ        | Shin Hyung Sik 桜井木ノ実 清島ゆうこ 飯村一夫 小林ゆかり               | 4月9日         |
| 第29話 | イインダヨ～、スゴスゴインダヨ～   | 冨岡淳広 | 石平信司 | 関田修            | 犬塚政彦 中智あすか 山口光紀                                           | 4月16日        |
| 第30話 | 忘れられないの                     | 山田健一 | 伊藤史夫 | 伊藤史夫          | 森悦史 八木元喜 柳瀬譲二                                               | 4月23日        |
| 第31話 | インネジクタス                     | 岡篤志   | 鈴木勇士 | 鈴木勇士          | 石川恵理 渡辺健一 吉田肇 遠藤省二                                      | 4月30日        |
| 第32話 | ユカイYOUかい怪盗かい!?            | 久尾歩   | 清水一伸 | 清水一伸          | 阿部実 山口光紀 内藤嘉人 柴田ユウジ                                    | 5月7日         |
| 第33話 | ハミガキしようぜ 牛肉、ミソッパ！  | 神山修一 | 石平信司 | 高山智也          | 渡辺奈月 五十内裕輔                                                    | 5月14日        |
| 第34話 | 流さネジられて                     | 樋口達人 | 辻橋綾佳 | 辻橋綾佳          | なかじまちゅうじ 遠藤省二 井口忠一                                     | 5月21日        |
| 第35話 | インスマ浜の呼び声                 | 神山修一 | 石平信司 | 関田修            | 犬塚政彦 中智あすか 森悦史                                             | 5月28日        |
| 第36話 | 恋のヘラがえしがえしがえし         | 山田健一 | 渡部穏寛 | カトウキューメイ  | 石川恵理 高橋瑞紀 内藤嘉人 柳瀬譲二 吉田肇 渡辺健一                    | 6月4日         |
| 第37話 | 電脳鼠はボキャボットのダメを見るか | 久尾歩   | 石平信司 | 小野田雄亮        | 石堂伸晴 小野寺博文 徳倉栄一 本吉晃子                                  | 6月11日        |
| 第38話 | 12体そろったらエライ事になった     | 岡篤志   | 鈴木勇士 | 鈴木勇士          | 山口光紀 八木元喜 柴田ユウジ 石川恵理 渡辺健一                         | 6月25日        |
| 第39話 | 王妃ナグリ、帰還                   | 冨岡淳広 | 石平信司 | 清水一伸          | 遠藤省二 岡部実 内藤嘉人 なかじまちゅうじ 柳瀬譲二 吉田肇              | 7月2日         |
| 第40話 | 弁護士ボキャ美の法廷ファイル！     | 樋口達人 | ボブ白旗 | 高山智也          | 渡辺奈月 五十内裕輔                                                    | 7月9日         |
| 第41話 | ヘボ流・大脱走                     | 岡篤志   | 橋本直人 | 橋本直人          | 犬塚政彦 中智あすか なかじまちゅうじ                                   | 7月23日        |
| 第42話 | 我々はネジである                   | 久尾歩   | 辻橋綾佳 | 辻橋綾佳          | 八木元喜 渡辺健一 井口忠一 森悦史 内藤嘉人 柳瀬譲二                    | 7月30日        |
| 第43話 | ネジ拳ボキャフェス in ネジが島     | 神山修一 | 石平信司 | 小野田雄亮        | 石堂伸晴 小野寺博文 徳倉栄一                                           | 8月6日         |
| 第44話 | 劇場版ヘボット！って、ナニそれ？   | 樋口達人 | 石平信司 | 鈴木勇士          | 石川恵理 内藤嘉人 山口光紀 柴田ユウジ                                  | 8月13日        |
| 第45話 | ギザギザ・ザ・ネジ山               | 山田健一 | 伊藤史夫 | 伊藤史夫          | 岡部実 柳瀬譲二 高橋瑞紀 遠藤省二                                      | 8月20日        |
| 第46話 | はたらくネジさん                   | 冨岡淳広 | 佐藤聡彦 | 清水一伸          | 犬塚政彦 なかじまちゅうじ 中智あすか                                   | 8月27日        |
| 第47話 | すべてがNになる                    | 神山修一 | 石平信司 | 高山智也          | 糸島雅彦 石川恵理 渡辺健一 山口光紀                                    | 9月3日         |
| 第48話 | ネジが島さいごの日                 | 岡篤志   | 石平信司 | 関田修            | 内藤嘉人 森悦史 吉田肇 八木元喜 犬塚政彦 柳瀬譲二                      | 9月10日        |
| 第49話 | さよならヘボット                   | 冨岡淳広 | 石平信司 | 鈴木勇士          | 高瀬健一 岡部実 柴田ユウジ 高橋瑞紀 柳瀬譲二                           | 9月17日        |
| 第50話 | にちようびのせかい                 | 冨岡淳広 | 石平信司 | 辻橋綾佳          | 佐野聡彦 糸島雅彦 渡辺健一 石川恵理 山口光紀 なかじまちゅうじ 遠藤省二 | 9月24日        |

## 放送局
| 放送期間                      | 放送時間         | 放送局                                                       | 対象地域 | 備考                    |
| ----------------------------- | ---------------- | ------------------------------------------------------------ | -------- | ----------------------- |
| 2016年9月18日 - 2017年9月24日 | 日曜 7:00 - 7:30 | メ〜テレ（制作局・製作委員会参加）ほか・テレビ朝日系列全24局 | 日本国内 | 字幕放送 連動データ放送 |

この他、バンダイチャンネルや、YouTubeのバンダイチャンネル公式アカウント・コロコロチャンネルで配信されている。

## DVD-BOX/Blu-ray BOX
2017年7月28日より、DVD-BOX化プロジェクト「プロジェクトH」がスタート。ムービック公式サイトにて受注数が300個以上に達したら発売が決定されるクラウドファンディング形式で、同年7月31日に無事発売が決定。同年10月15日に予約を締め切り、翌2018年3月上旬頃に予約者へ発送が開始された。受注数によって下記のように特典もグレードアップされ、最新の受注数は番組公式Twitterで随時発表された。2017年10月15日0:30の時点で受注数が3000BOX以上、最終的に6432BOXに達した事で全ての特典が揃った。10月20日から11月10日までクレジットカード決済限定での追加注文が開始された。10月15日までの予約済みの特典としてシリアルナンバーが刻印された『ネジが島・マイナンバーカード』（追加注文では同封されない）、全員分の特典としてタンクトップ仮面がデザインされた手ぬぐいが同封される。
| 仕様                     | 目標受注数 | 特典 |
| ------------------------ | ---------- | --- |
| ヘボ仕様                 | 300        | 映像特典（字幕テキスト、OP・前期&後期ED映像ノンテロップバージョン、デジタル設定資料集）                                                                              |
| シンプル仕様             | 400        | 特製描きおろし収録BOX、オーディオコメンタリー（計4話（17話・22話・42話・49話）収録）                                                                                 |
| プチ豪華仕様             | 500        | パチボットペーパークラフト（可動ギミック付き） |
| 豪華仕様                 | 1000       | 映像内字幕収録、サウンドトラックCD （大隅知宇作曲のBGM（未使用曲含む）に加えOP・EDのフルサイズ、「DXヘボット!」のテーマソング「ネジのうた（歌 - 知久寿焼）」を収録） |
| スーパーダメ押し豪華仕様 | 2000       | ヘボット!アリガッ・トウ!本（番組スタッフからの寄せ書きイラストブックレット）                                                                                         |
| セレブ仕様               | 3000       | 全世界対応リージョンALL仕様Blu-ray BOX （第1話のみ日本語字幕に加え、英語・中国語・スペイン語・ポルトガル語の字幕を収録）                                             |

2020年9月18日にはBlu-ray BOXの単体受注も開始。仕様はDVD-BOX特典のセレブ仕様と同様。DVD-BOXと同様クラウドファンディング形式で、受注数が100BOXに達すると発売が決定し、500BOXに達すると、DVD-BOXの特典として当初から予定されていたにもかかわらず採算が合わなかったため見送られた全話収録Blu-ray Discが追加される。9月23日に受注数が321BOXに達した事で発売が決定し、10月2日に受注数が554BOXに達した事で全話収録Blu-ray Discも追加された。同年10月4日に予約を締め切り最終的な受注数は762BOXになり、同年12月下旬頃に予約者へ発送が開始された。

## ネット配信
2020年8月2日よりBN Pictures公式YouTubeチャンネルで毎日21:00に1話ずつプレミア公開され、プレミア公開終了後は1週間限定でアーカイブ視聴可能。

## 関連玩具

### DXシリーズ
DXヘボット!
2016年9月17日発売。
「ヘボヘボネジ」が付属。
底の部分にあるスイッチ（スイッチン）を入れることで様々なモードが楽しめ、右側に入れると「ヘボットークモード」になり、おでこのボタンを押す事でヘボットが様々な会話をする。ボキャネジを挿すとギャグを披露したりする。ボタンを長押しすると後述のゲームとの連動モードになる。
左側にスイッチを入れるとおでこのボタンを短めに押すことで「ボキャバトルモード」、5秒間長押しすると「ミッションモード」になる。
ボキャバトルモードではお題として出されたボキャネジの属性を組み合わせてボキャネジを3本挿すとギャグが流れ（特定の組み合わせでコンボが発動した場合や違うエトネジを3本挿すと特殊音声が流れる）、エネジーが発表される。また、ボキャネジ挿入の待機音声が流れている間におでこのボタンを押すとお題が無関係のフリーになる。
ミッションモードでは「ボキャネジを挿す回数」、「ボキャバトルで出すエネジー」、「指定されたボキャネジを挿す」、「デコデコヘボットゲーム（「デコ」でボタンを押し「ヘボ」だとボタンを押してはいけないというリズムゲームに近いゲーム）で連続成功させる」等の99ものミッションが出題され、全てクリアするとミッションがランダムで出題されるようになる。
ヘボットークモードでボタンを押す回数やボキャバトルで遊んだ回数によってレベルアップし、トークも増える。
腕や足は取り外しが出来、エトボキャボットとの合体が可能。
DXペケット!
2017年3月4日発売。
「ペケペケネジ」が付属。
ネジかけモードが搭載されている点以外は「DXヘボット!」とほぼ同じ。
DXスゴスゴインダーネジ
2017年4月22日発売。

### ボキャネジ
通常パッケージ、食玩、ガシャポンで発売のコレクションアイテム。
パーティ（赤）、インテリ（青）、インパクト（緑）、シュール（黄）の4種の属性、四角、三角、丸の3種の形、ノーマル、レア、S（サイコー）レアの3段階（通常パッケージ第3弾はSS（シークレットサイコー）レアが追加されて4段階）が存在する。後述のゲームにも連動し、側面のシールに書かれたシリアルコードをゲームで入力すると登録される。

#### 通常パッケージ
第1弾〜朝までパーリィ〜
2016年9月17日発売。
全12種。ノーマル9種、レア2種、Sレア1種。
第2弾〜ヘボのエルドラド〜
2016年12月3日発売。
全12種。ノーマル9種、レア2種、Sレア1種。
第3弾〜おとなもこどももボキャボットも〜
2017年2月18日発売。
全13種。ノーマル9種、レア2種、Sレア1種、SSレア1種。

#### 食玩
ボキャネジコレクション
2016年10月4日発売。
全8種。ノーマル6種、レア2種。その内ノーマル4種が限定イラスト。
ボキャネジコレクション2
2016年12月6日発売。
全8種。ノーマル7種、レア1種。その内ノーマル1種を除く全てが限定イラスト。

#### ガシャポン
ボキャネジ vol.1
2016年12月上旬発売。
全6種。ノーマル4種、レア2種。その内ノーマル1種、レア1種が限定イラスト。

#### 収納ケース
ボキャネジ工具箱
2016年9月17日発売。
ボキャネジを15本収納出来る工具箱型のケース。但し、エトネジは収納出来ない。

### エトボキャボット（玩具）
エトネジが付属しており、DXヘボット!に挿す事で特殊音声が鳴る他、DXヘボット!の口調が変わる。また、ボキャバトルモードでそれぞれ異なるエトネジを挿すと更なる特殊音声が鳴る。
DJサルッキー
2016年9月17日発売。
「サルサルネジ」が付属。腕をDXヘボット!の腕の代わりに取り付ける事が出来る。
スカイラビット
2016年10月22日発売。
「ウサウサネジ」が付属。耳をDXヘボット!のバックパック部分に取り付ける事が出来る。また耳を脚部分に取り付けてジョイントを手の穴に取り付ける事で「スキーモード」に出来る。
カットビタイガー
2016年10月22日発売。
「トラトラネジ」が付属。脚を収納することでレーシングカー形態に変形が可能で、タイヤは回転して走行も出来る。背中部分とDXヘボット!の脚部分を合体出来る。
ダディボア
2016年11月19日発売。
「イノイノネジ」が付属。DXヘボット!の右腕に本体を合体出来る。
トグロール
2016年11月19日発売。
「ヘビヘビネジ」が付属。DXヘボット!の手足に合体出来る。
ハクセンチョウ
2016年12月28日発売。
「トリトリネジ」が付属。DXヘボット!の脚部分と背中を合体出来る。
集まれ!ボク様の夢のエトネジセット
2017年5月20日発売。
ハッカネズミ、デンタウロス、ゲキアツドラゴン、チャラブレッド、ダガシープ、ポリドロケンの各エトネジ（ネズネズネジ、ウシウシネジ、タツタツネジ、ウマウマネジ、ヒツヒツネジ、イヌイヌネジ）のセット。前述6体のエトボキャボットとは異なり、エトネジのみの販売となる。

### セット
DXヘボット!&ボキャネジ3本と工具箱セット
2016年9月17日発売。
「DXヘボット!」とオリジナルデザインのボキャネジ3本（ヒエヒエネジ、コソコソネジ、モジモジネジ）と「ボキャネジ工具箱」のセット。

## コンピュータゲーム
ヘボット! ヘボヘボ! ヘボットーナメント!
バンダイナムコエンターテインメントより2016年9月14日からニンテンドーeショップにて配信されているニンテンドー3DS用ゲームソフト。
基本無料・アイテム課金制のパズルゲーム。
DXヘボット！やボキャネジとの連動もある。
更新データのVer.1.1.0（2016年12月16日配信）以降はゲーム起動後に「更新データを消すとセーブデータが使用不可になる」という旨のメッセージが表示され、タイトル画面でゲームスタートのボタンとその下にアップデートを確認するボタンが追加された。
スーパーロボット大戦X-Ω
バンダイナムコエンターテインメントより配信されているスマートフォン用ゲームアプリ。2017年10月9日から10月15日までセガ・ハード・ガールズと共に期間限定で参戦。

## 漫画版
『月刊コロコロコミック』（小学館刊）にて2016年9月号から2017年6月号まで連載された。作画担当は小ガエル。放送期間中という中途半端な時期に連載が終了した。

## 関連書籍
- グラフィック社『アリガッ・トゥ! ヘボット! 公式ファンブック』ISBN 9784766131253
  - 駄キャラを含めた全キャラリスト、世界観・ストーリーの解説、主要キャストとスタッフのインタビューとコメント、キャラや世界の設定資料集、監督の石平による書き下ろし漫画と絵コンテを収録。
- KADOKAWA『ぜんぶ見つけることができるかな? ヘボット! 探し絵本 ヘボン・ボヤージュ!』ISBN 9784046024893
  - 監修 石平信司、BN Pictures
  - キャラクター探し絵本。京都に修学旅行に出かけたネジルたちが、新キャラ『ソフビッペケ』（ペケットのソフビ人形）の企みで、様々な場所に飛ばされヘボンボヤージュネジを探す羽目になる。最終回の後らしく、黒ヘボットやヴィーテ姫も登場する。

## 評価
テンションの高さから、「頭のネジがぶっ飛んだアニメ」と称されることもあった。コラムニストの井之上はアニメ系コラムサイト・あにぶに寄せたコラムの中で、「『おぼっちゃまくん』や『学級王ヤマザキ』、コミカライズ版を手がける小ガエルがかつて連載していた『ド根性小学生ボン・ビー太』といったコロコロコミックの下ネタ漫画作品と同じノリで、連続視聴したら脳が溶けるほどテンションが高く、ついていくには高度な適応能力を要する」とし、「はまる人はめちゃくちゃはまる一方、無理な人は拒絶反応が出てきてもおかしくない」と評した。ライターの高橋克則はアキバ総研に寄せたレビューの中で、「日曜朝7時に似つかわしくないほどテンションが高い作品」と評し、ボキャバトルについても、「独特なリズムにのせてギャグを繰り出す様子がシュールで、不思議な中毒性がある」と述べている。